# Exposition coloniale internationale
L’Exposition coloniale internationale se tient à Paris du 6 mai au 15 novembre 1931, à la porte Dorée et sur le site du bois de Vincennes, pour présenter les produits et réalisations de l'ensemble des colonies et des dépendances d'outre-mer de la France, ainsi que celles des autres puissances coloniales participantes, au sein de pavillons rappelant, dans le cas de l'empire colonial français, l'architecture de ces territoires, notamment d'Afrique noire, de Madagascar, d'Afrique du Nord, d'Indochine, de Syrie et du Liban.
Elle reçoit huit millions de visiteurs, venus accomplir « le tour du monde en un jour » selon le slogan de l'époque, et est en même temps l'occasion pour le Parti communiste français d'exprimer ses convictions anti-colonialistes.

## Historique

### Expositions antérieures
En 1894 est organisée à Lyon une foire privée dépourvue de droits de douane dénommée Exposition universelle, internationale et coloniale.
En 1896, une exposition nationale et coloniale est organisée à Rouen. L'exposition internationale de Rochefort-sur-Mer est organisée deux ans plus tard, en 1898. Les troisième et quatrième expositions coloniales officielles sont celles de Marseille en 1906 et Paris en 1907. Chacune accueille 1,8 million de visiteurs,.
Enfin, la dernière grande exposition coloniale française avant celle de 1931 est celle de Marseille, en 1922. Son succès est sans appel, puisqu'elle accueille 3 millions de visiteurs.

### Projet
Le projet d'exposition existe dès 1913, impulsé notamment par la personnalité d'Henri Brunel, chef de file du « parti colonial ». Dans son esprit, son intérêt est de montrer les bénéfices que présente la colonisation pour l'économie française. Marseille et Paris se disputent pendant une dizaine d'années le projet. Ce n'est qu'en 1925, pour répondre à la British Empire Exhibition de 1924, que Paris est choisi pour accueillir l’événement. La concurrence entre les deux empires coloniaux fait que les Britanniques refusent de participer à celle de Paris.

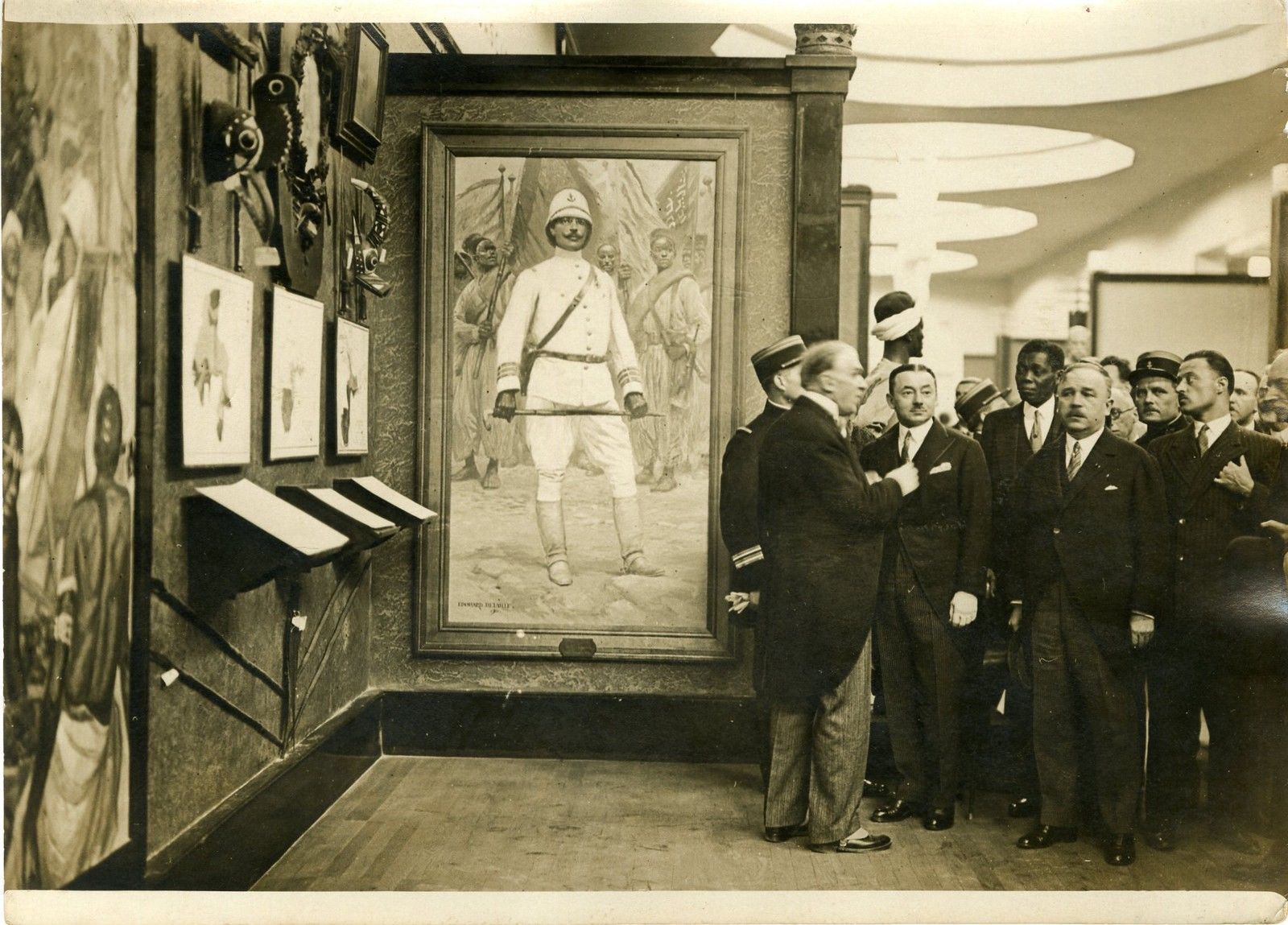
Inauguration du musée permanent des Colonies, en marge de l'Exposition.

Sa direction est assurée par le maréchal Lyautey, ancien résident général du Maroc qui confie la direction artistique (peinture) à Jean Bouchaud qui y réalise une composition murale de 1 300 mètres carrés. Le journal La Dépêche coloniale et maritime, alors en pleine expansion, fait la promotion du projet et un numéro est confié au journaliste Pierre Lazareff, que l'industriel Jean Prouvost fait passer la même année du journal Paris-Midi à Paris-Soir.
La pose de la première pierre a lieu le 5 novembre 1928 et elle est finalement inaugurée le 6 mai 1931 par le président de la République Gaston Doumergue entouré de rutilants spahis marocains, accompagné du ministre des Colonies Paul Reynaud, du gouverneur des colonies faisant office de secrétaire général Léon Geismar, et du maréchal Lyautey nommé commissaire général de l'Exposition en 1927.
Elle se veut le reflet de la puissance coloniale de la France, de sa mission civilisatrice dans les colonies ainsi qu'un outil économique au service des industriels métropolitains et coloniaux.

## L’Exposition
Pour l’Exposition, on construit à l’est de Paris dans le 12e arrondissement, autour du lac Daumesnil, dans le bois de Vincennes, un ensemble de monuments représentatifs des colonies. Cet ensemble s’étend sur 110 hectares et son entrée principale est située à la Porte Dorée.
L'Exposition coloniale présente toutes les colonies françaises et les pays sous protectorats français (avec leurs sections dédiées et leurs pavillons) ainsi que des pays étrangers et leurs colonies. Les Églises sont également représentées avec les pavillons des missions catholiques et protestantes. Environ 200 pavillons répartis dans l'exposition sont loués à des exposants particuliers (grandes entreprises, restaurants et buvettes, alimentation fine ou exotique, etc.). Un ensemble de bâtiments généraux complètent l'exposition comme le musée des Colonies et son aquarium tropical, le jardin zoologique ou la section des Attractions. Des fontaines majestueuses et lumineuses, réalisées par André Granet et Roger-Henri Expert, agrémentent le site.

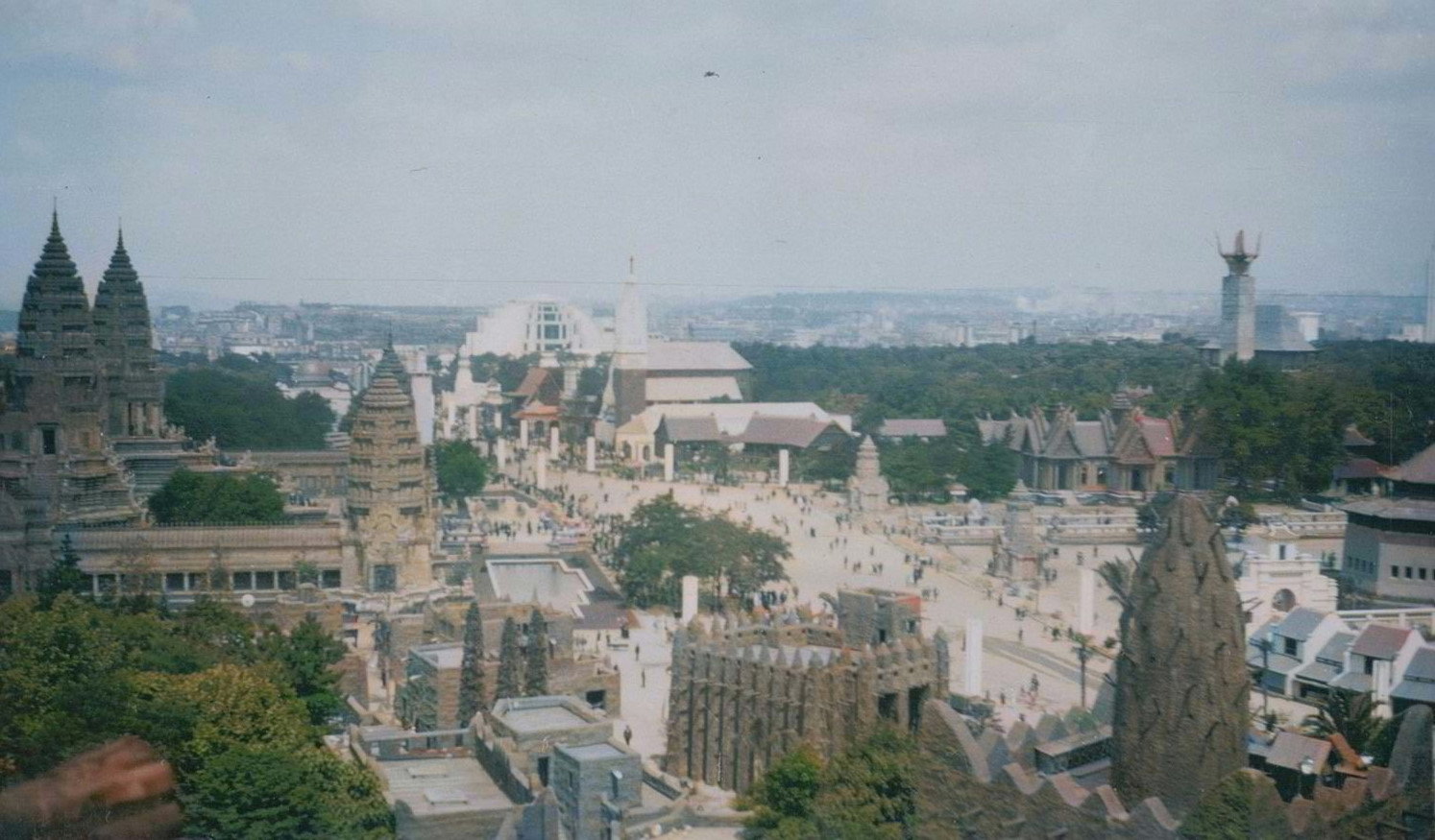
L'avenue des colonies françaises.
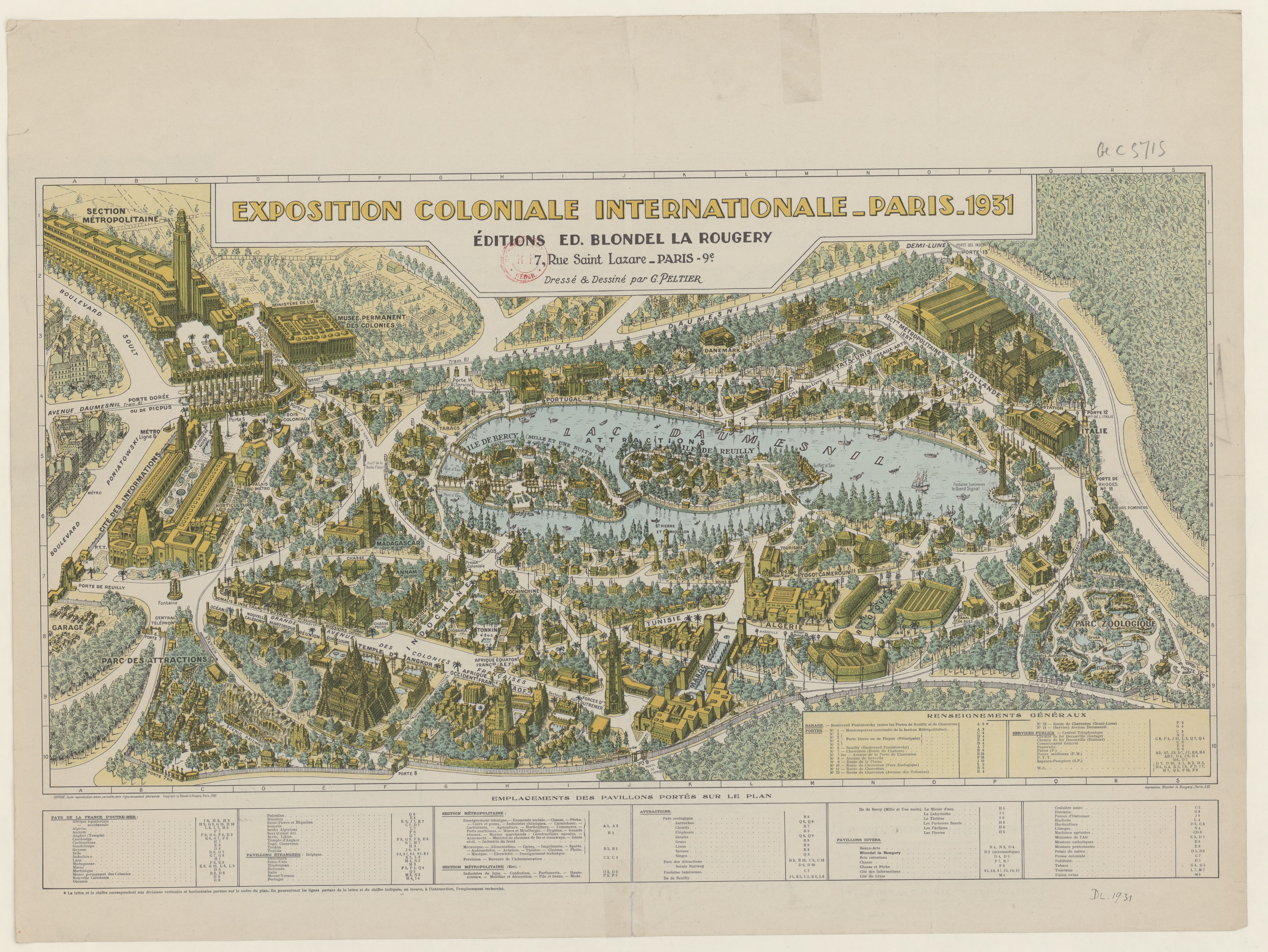
Plan de l'exposition.
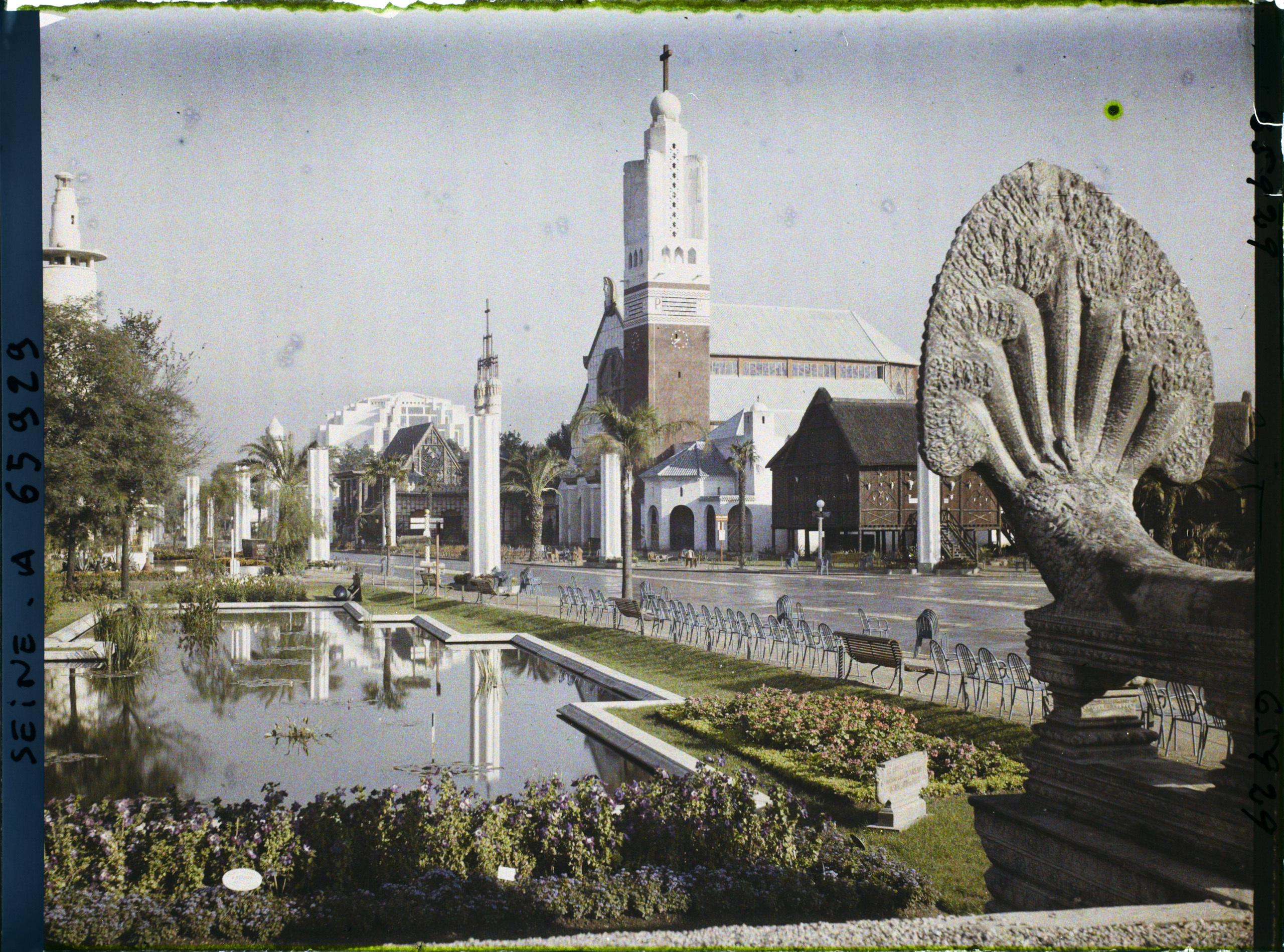
L'avenue des colonies françaises vue depuis le temple d'Angkor Vat.

Différents moyens de transport sont à la disposition du public : un chemin de fer circulaire de 5,5 km comprenant 6 stations, 50 cars électriques, 16 bateaux à moteur (et de nombreux bateaux à rames sur le lac), 30 bateaux pour les attractions nautiques[réf. souhaitée].
Le public trouve aussi à sa disposition dans l'exposition 4 bureaux de poste, 7 bureaux de tabac, 4 postes médicaux, des restaurants de spécialités dans toutes les sections, ainsi que trois restaurants généraux[réf. souhaitée].
300 000 personnes animent l'exposition, et plus de 33 millions d'entrées sont comptabilisées, ce qui donne une estimation d'environ 8 millions de visiteurs.
Les monuments les plus importants de cette exposition sont la reproduction du temple principal d'Angkor Vat, dans la section de l'Indochine qui représente plus de 10 % de la superficie de l'Exposition, et le Palais de l'Afrique occidentale française, forteresse évoquant pour beaucoup de visiteurs la Grande mosquée de Djenné, même si elle n'en est pas une réplique explicite.

### Évènements et divertissements
De nombreuses fêtes sont organisées tout au long de l'exposition, comme la Fête du Tourisme colonial. Des spectacles nommés La Féerie africaine, Le Monde colonial qui danse et qui chante, Les Nuits coloniales, L’Adieu aux colonies sont également proposés aux visiteurs.
Au théâtre de la Cité des informations, les visiteurs peuvent assister à spectacle-type nommé Nuits coloniales, composé de différents tableaux sur le thème des colonies présentées. Multipliant les décors, il met en scène plus de 350 figurants.

### Les sections françaises

#### Section de l’Afrique-Équatoriale française

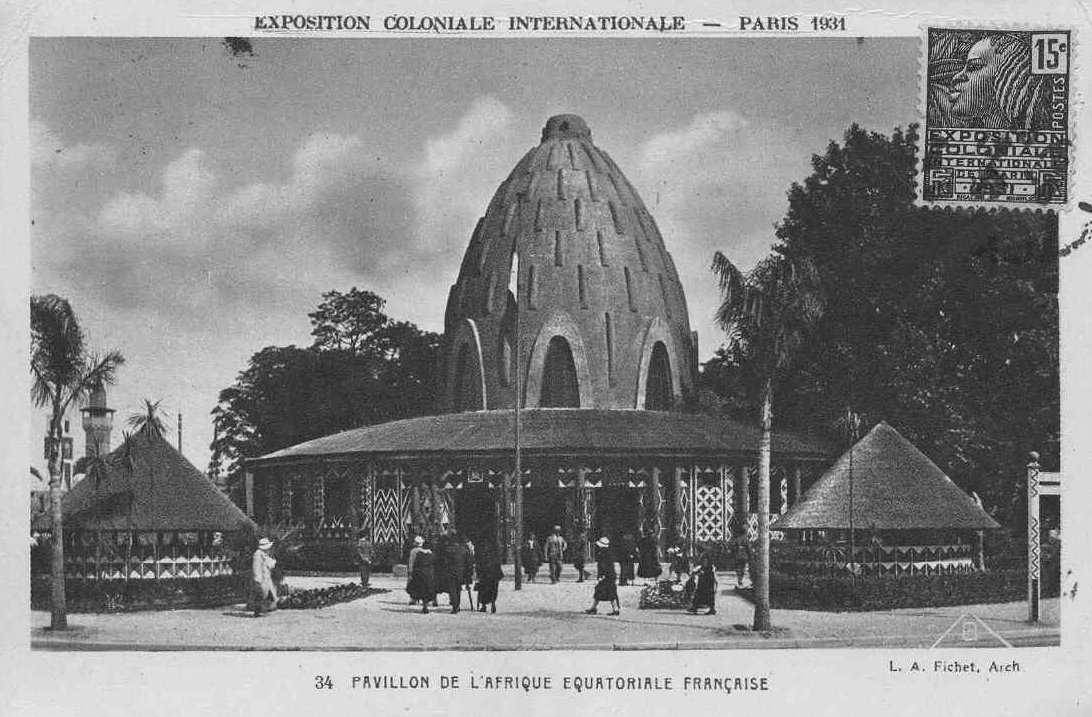
Pavillon de l’Afrique-Équatoriale française (AEF).

L’Afrique-Équatoriale française (AEF) est une fédération de 4 colonies :
- Gabon ;
- Moyen Congo ;
- Oubangui-Chari ;
- Tchad.

Le pavillon de l’Afrique-Équatoriale française (AEF) est la reproduction d'une case indigène du Logone, affluent du Chari.

#### Section de l’Afrique-Occidentale française

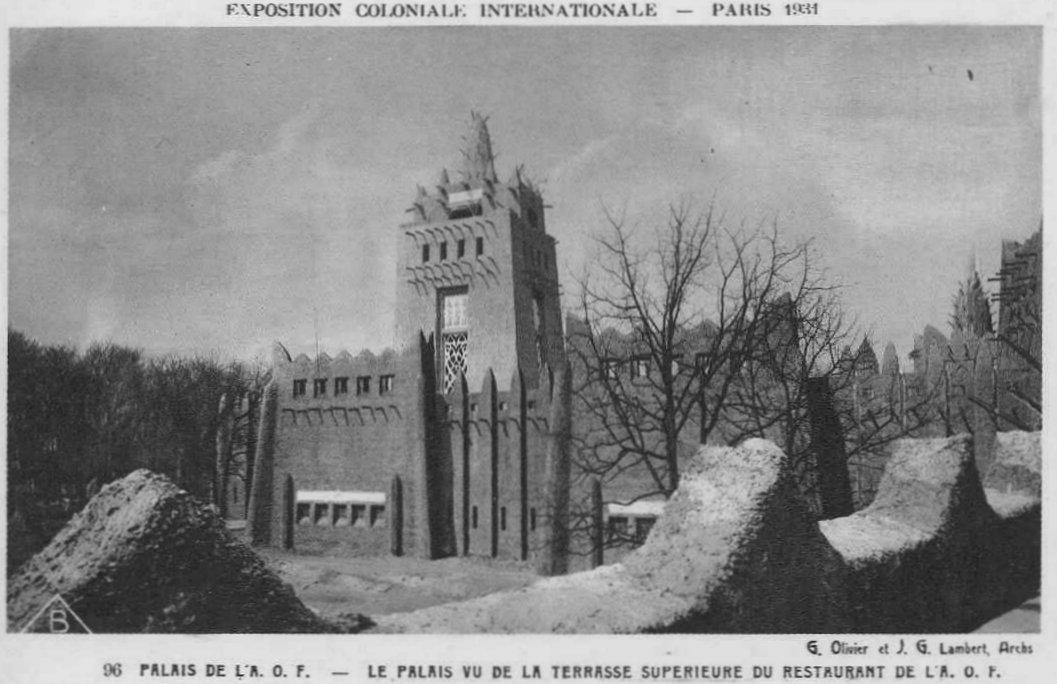
Pavillon de l’Afrique-Occidentale française (AOF).

L’Afrique-Occidentale française (AOF) est une fédération de 8 colonies :
- Sénégal ;
- Guinée ;
- Côte d'Ivoire ;
- Dahomey ;
- Mauritanie ;
- Soudan français ;
- Haute-Volta
- Niger.

Cette section présente sur 4 hectares les bâtiments suivants :
- le Palais de l’Afrique-Occidentale française, siège du gouvernement général de l’AOF, construit en terre séchée, d'après la technique soudanaise. Le centre de ce palais est constitué d'une tour de 45 mètres de haut. Georges Saupique sculpte la Fontaine des lions, qui orne le palais ;
- un village soudanais ;
- un village indigène sur le lac ;
- un restaurant gastronomique au bord d’un petit lac.

#### Section de l’Algérie

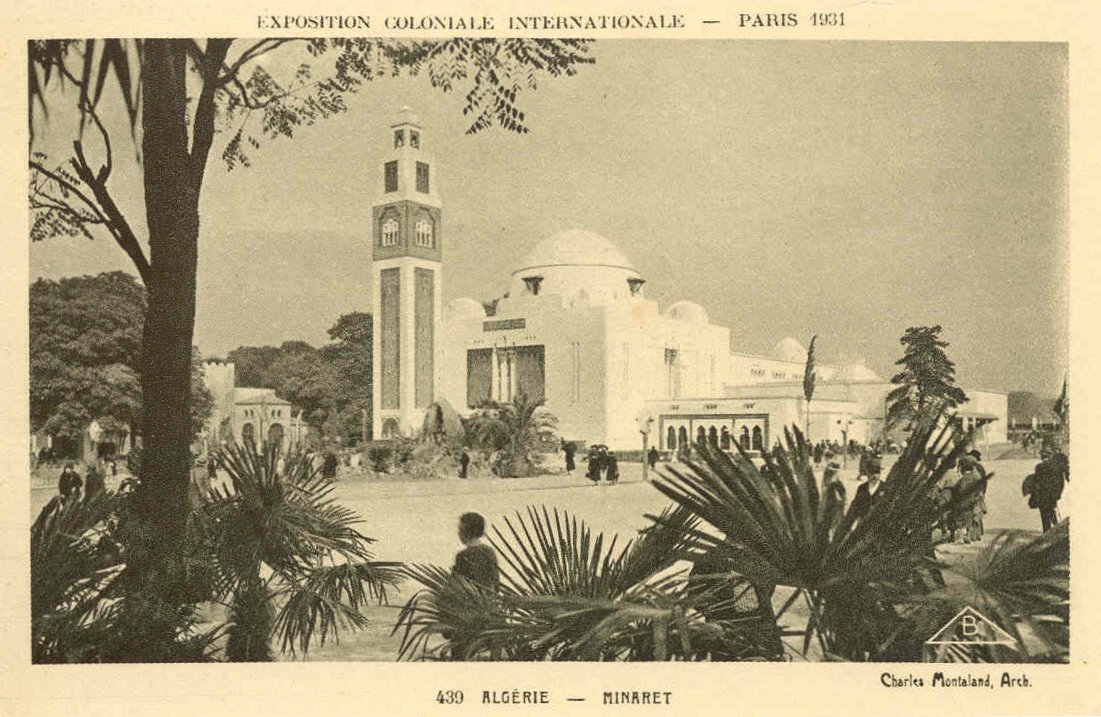
Pavillon de l'Algérie.

Le pavillon de la section algérienne présente une synthèse de l'architecture algérienne, en offrant au visiteur deux façades:
- la façade principale présente un bâtiment européen, avec un minaret ;
- la façade sud-algérienne présente un ensemble de bâtiments africains, comme on en trouve au Sahara. Décoration par Jean Bouchaud.

#### Section du Cameroun et Togo

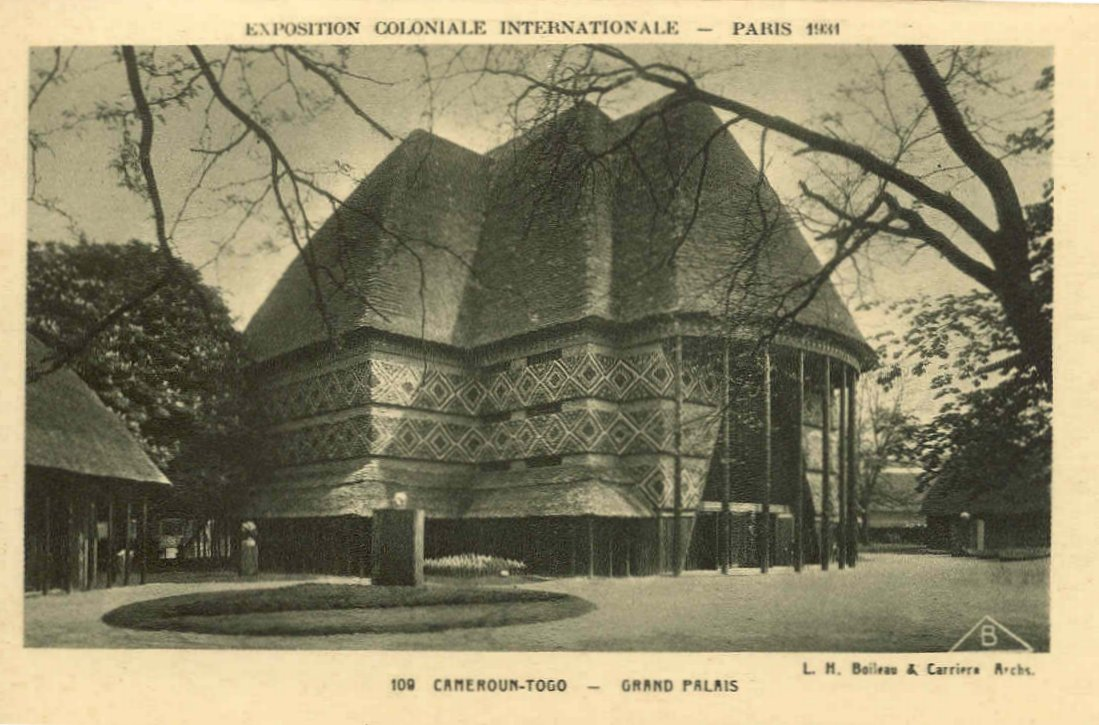
Pavillon du Cameroun et du Togo.

La section du Cameroun et du Togo est composée de reproduction de cases de chefs et d'indigènes Bamoun, au Cameroun.
Le plus grand pavillon présente les ressources du pays.
Les autres pavillons sont attribués aux œuvres sociales, à l'enseignement, à la chasse, au tourisme, à l'artisanat.
Les pavillons du Cameroun et du Togo sont encore visibles aujourd'hui au Bois de Vincennes. Ils constituent les bâtiments principaux de la pagode de Vincennes.

#### Pavillon de la Côte française des Somalis

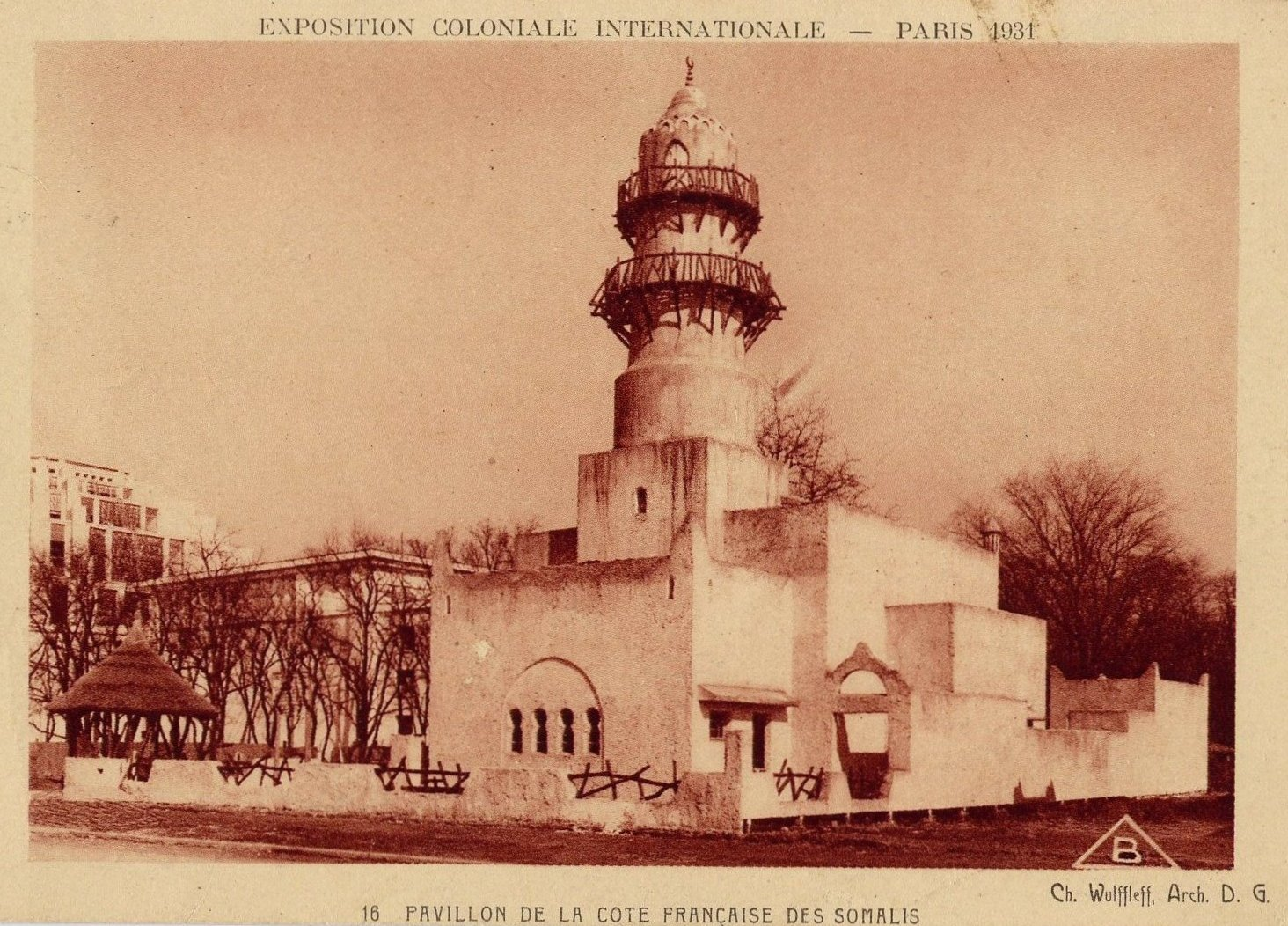
Pavillon de la Côte française des Somalis.

Le Pavillon de la Côte française des Somalis est la reproduction en réduction de la mosquée Ammoudy de Djibouti, et présente l'économie de cette petite colonie située à un endroit stratégique sur la route maritime entre la Méditerranée et l'Océan Indien via le canal de Suez et la Mer Rouge.

#### Pavillon des États du Levant

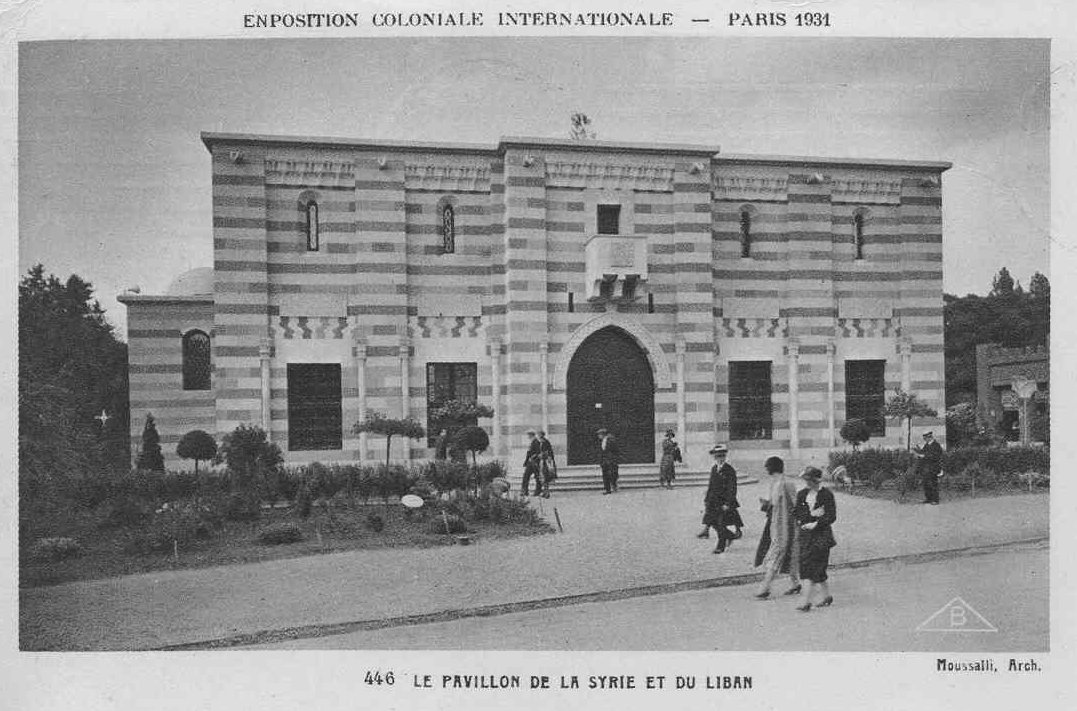
Pavillon de la Syrie et du Liban.

Le Pavillon de la Syrie et du Liban - tous deux administrés par la France sous Mandat de la Société des Nations - s'inspire du palais Azim de Damas, et du palais Beiteddine au Liban. Son aspect extérieur austère cache un jardin intérieur entouré de galeries à colonnes.

#### Pavillon de la Guadeloupe

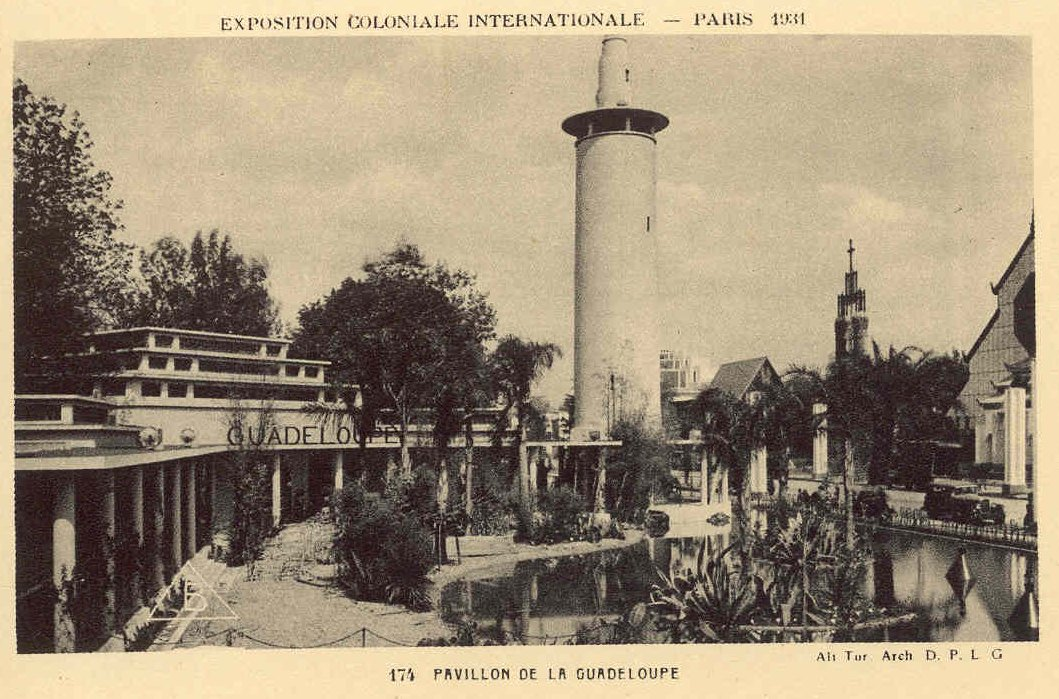
Pavillon de la Guadeloupe.

Le petit pavillon de la Guadeloupe met en scène une reconstitution d'une baie de l'île : une crique a été reconstituée, bordée par une plage de sable blanc, et un phare de 23 mètres de haut.
Le pavillon a été ensuite détruit lors de la Seconde Guerre mondiale[réf. nécessaire].
Ce pavillon présente les ressources économiques de l'île. Elle est aussi le lieu où la biguine et d'autres musiques ont pu être découvertes.

#### Pavillon de la Guyane

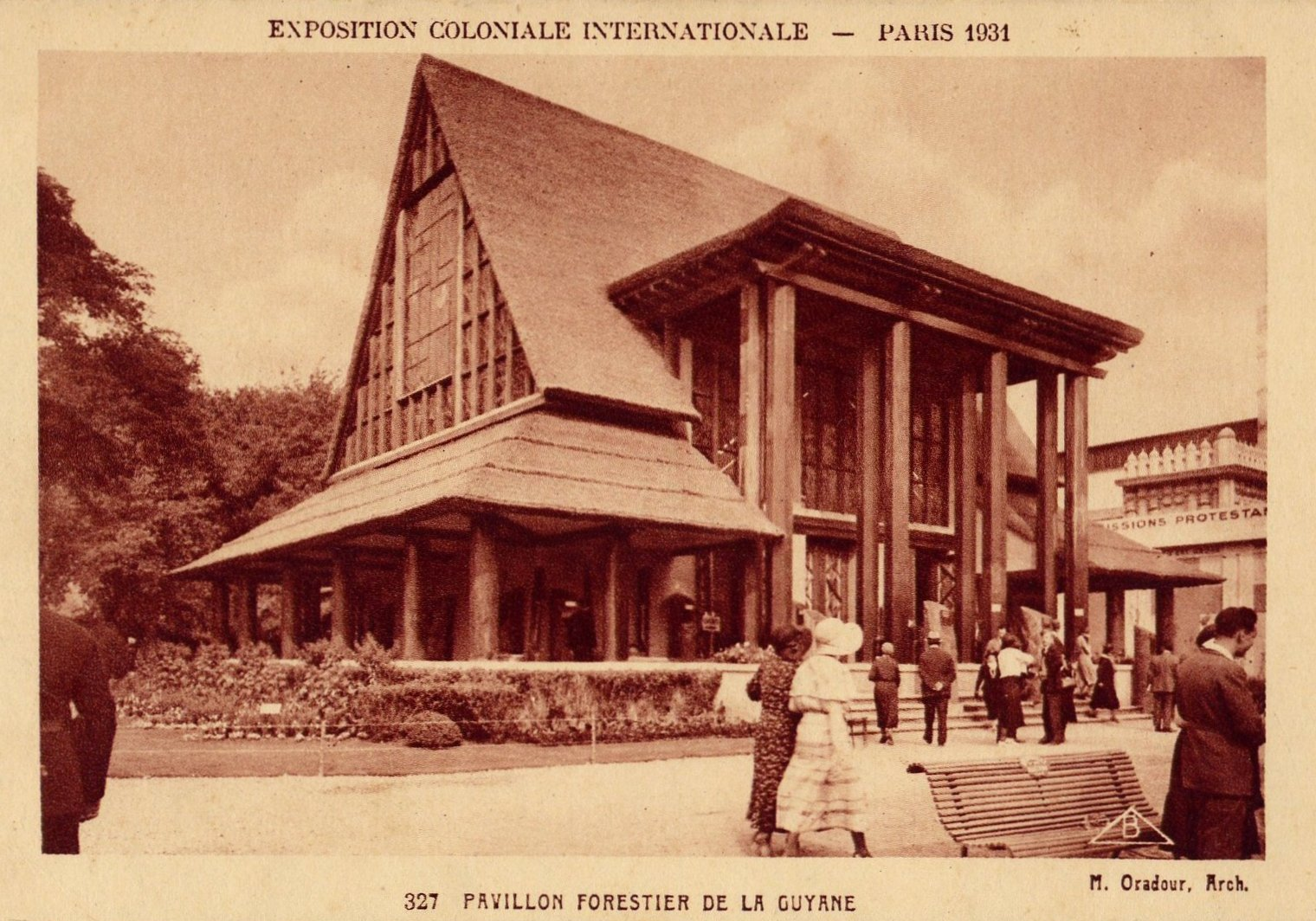
Pavillon de la Guyane.

Le pavillon de la Guyane, petite colonie de 47 000 personnes, présente dans son pavillon une exposition de bois précieux.

#### Pavillon des Indes françaises

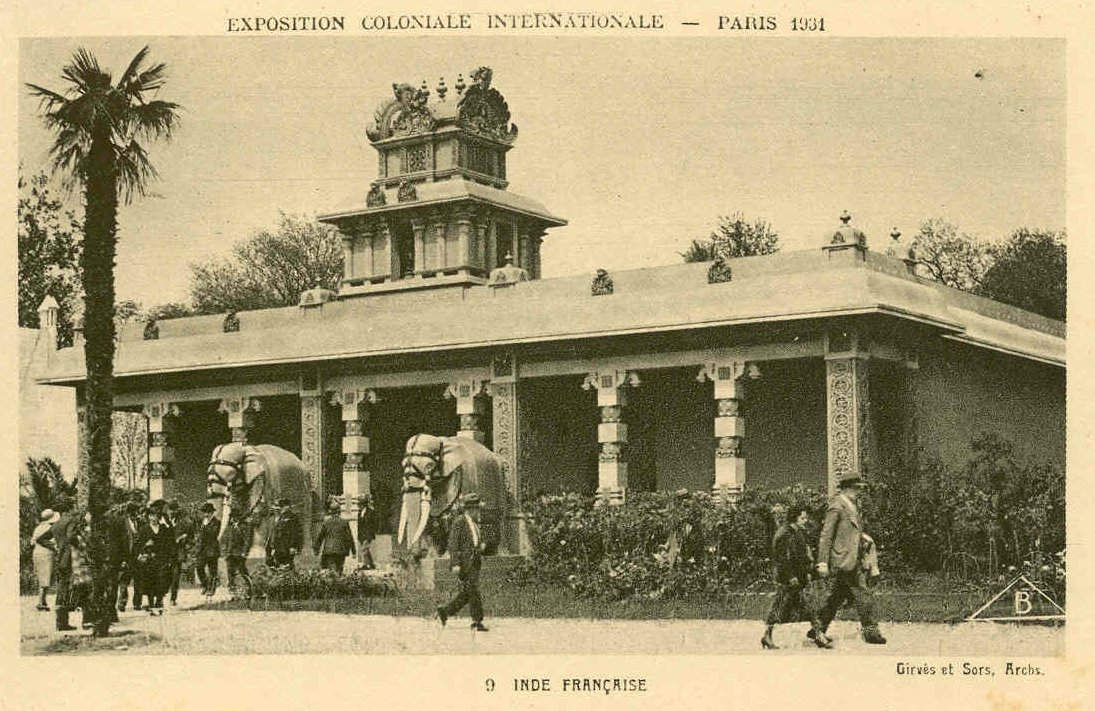
Pavillon de l’Inde française.

Le pavillon des Établissements français de l'Inde, représentation d'une demeure hindoue de Pondichéry, est précédé des éléphants en pierre du sculpteur Jean Magrou.

#### Section de l’Indochine

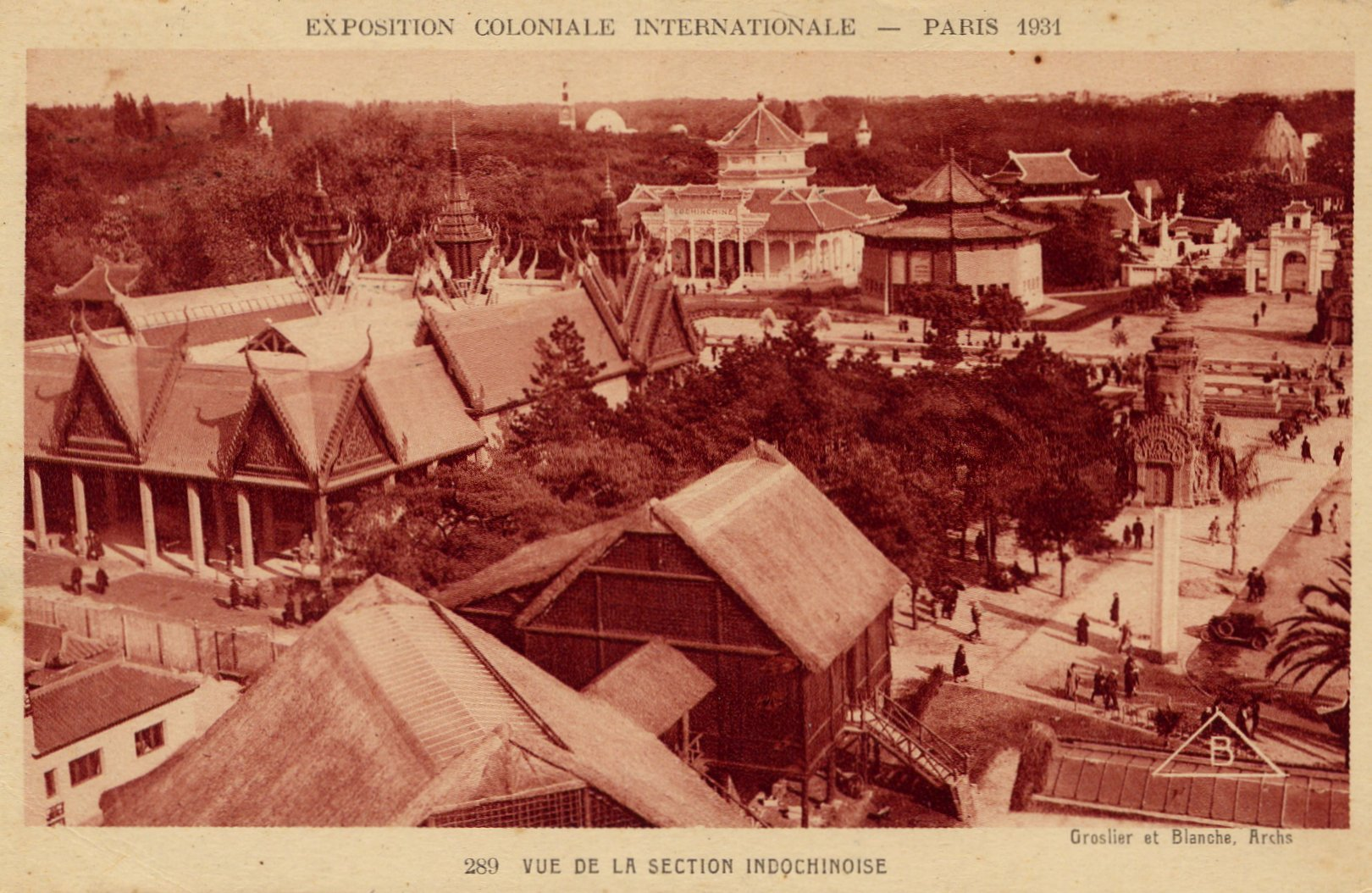
Vue générale de la section de l’Indochine.

L’Union indochinoise (Indochine française) est le regroupement d'une colonie, la Cochinchine (formant, avec l'Annam et le Tonkin, l'actuel Viêt Nam) et de quatre protectorats : le Tonkin, l'Annam, le Laos et le Cambodge.
La section de l’Indochine est répartie sur 9 hectares et divisée en sous-sections :
- la sous-section du Tonkin présente la reconstitution d'une ville indigène autour de sa grande place un "Dinh" ou maison commune, des échoppes d'artisanat autour de cette place, une porte d'honneur, une pagode ;
- la sous-section de l’Annam présente deux pavillons entourés de jardins impériaux, ces pavillons présentent des collections d'art et des données économiques ;
- la sous-section de la Cochinchine présente un palais de style néo-annamite, inspiré du musée Blanchard de La Brosse à Saïgon, il présente un diorama et les richesses de la colonie ;

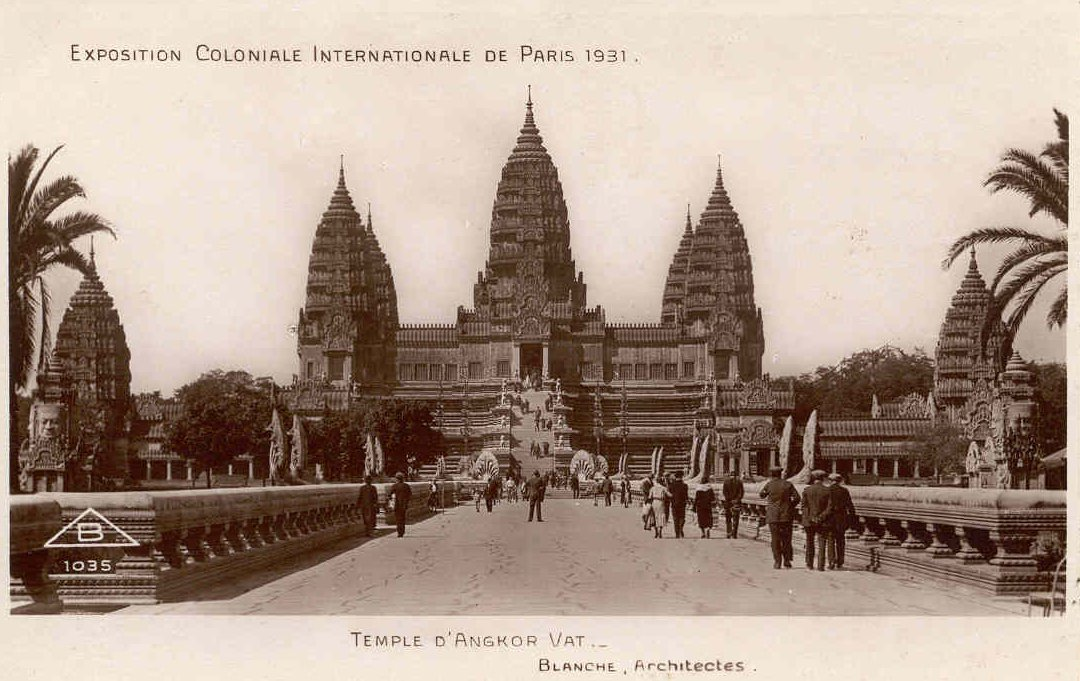
Le temple d'Angkor Vat et sa chaussée d'accès.

- la sous-section du protectorat du Laos présente un village sur pilotis composé de la reproduction de la pagode de Vientiane, d'une bibliothèque de laque rouge, de diverses maisons.

- la sous-section du protectorat du Cambodge est la plus imposante et présente le siège du commissariat et du gouvernement général de l'Indochine, un pavillon aux toits multiples et de couleurs vives, qui est la reproduction du musée Albert-Sarraut à Phnom Penh, un pavillon octogonal de style annamite, qui propose un diorama géant sur l'Indochine et une exposition des moyens de transports de l'Indochine, le temple d'Angkor Vat et sa chaussée d'accès, reconstitution exacte dans ses proportions du massif central du temple[18] réalisée par les architectes Charles et Gabriel Blanche, père et fils[19]. Sur une base carrée de 70 mètres de côté, le temple est composé de 4 tours de 45 mètres de haut aux angles, et d'une coupole centrale de 55 mètres de haut, ainsi que plusieurs étages de galeries. Il présente un inventaire complet de l'activité économique et sociale et de la vie collective des 5 pays. Le peintre Maurice Ménardeau a participé à sa décoration.[réf. nécessaire]

Un ensemble de bâtiments complète la section indochinoise :
- un restaurant noir, rouge et or, en bordure du lac Daumesnil ;
- le pavillon de laque rouge de la Presse Indochinoise ;
- les pavillons de la Chasse, de la Pêche, et des Forêts, qui présentent la vie animale et végétale de l'Indochine.

Des danses sont présentées tous les jours dans toutes les sections.

#### Pavillon de Madagascar

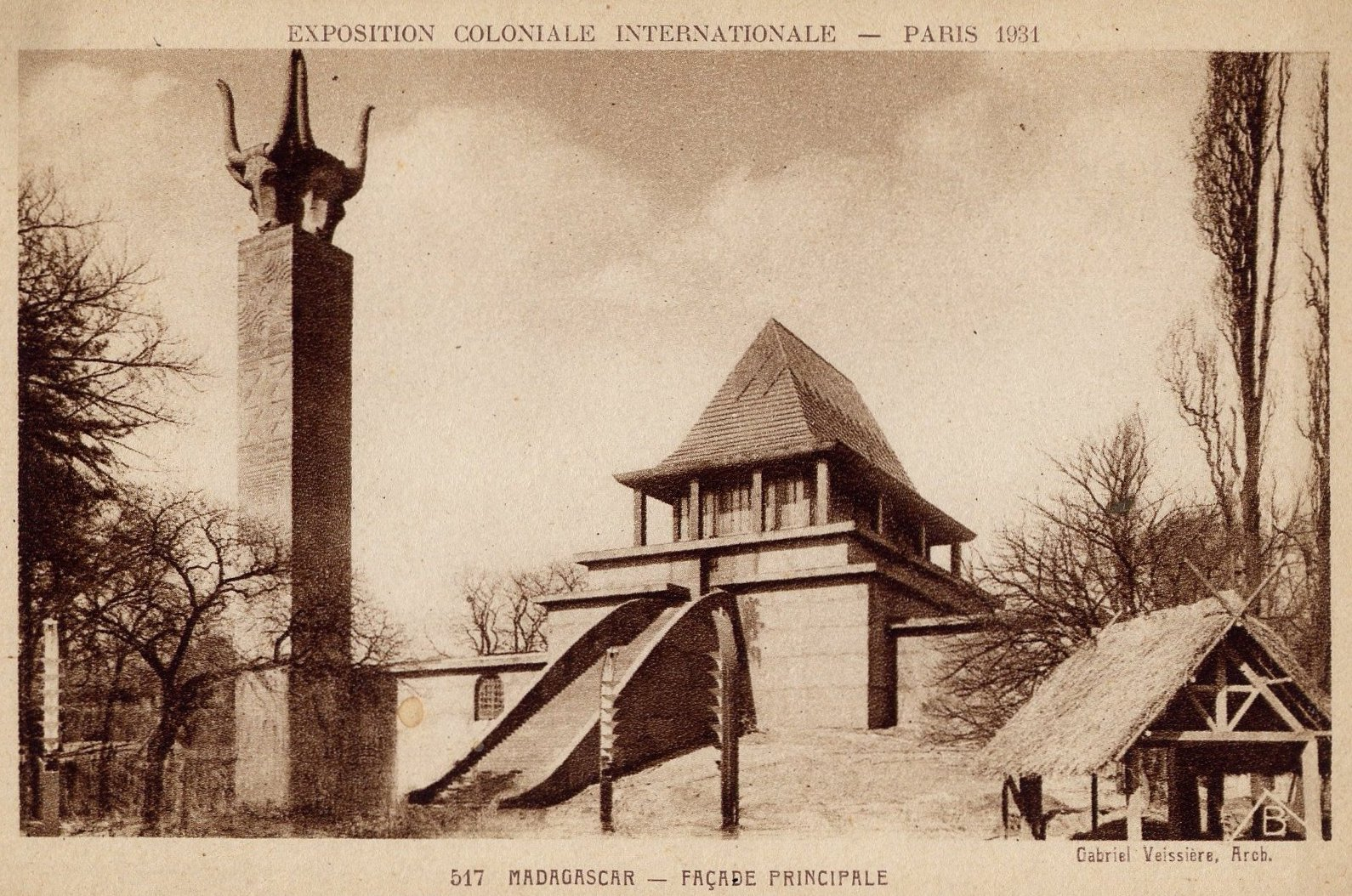
Pavillon de Madagascar.

La section de Madagascar présente l'ensemble de bâtiments suivant :
- la Maison royale malgache, copie agrandie et stylisée de la case du roi Andrianampoïnimérina, qui présente le résultat de la colonisation de l'île depuis 1895.
- la Tour des Bucrânes, symbole de la richesse de Madagascar. Cette tour de plus de 50 mètres supporte 4 têtes de bœuf de 14 mètres de haut.
- l’Atelier des Arts Appliqués, qui présente l'artisanat de l'île.
- le portique des Comores, réplique de celui de Moroni.
- le théâtre Malgache

#### Pavillon du Maroc

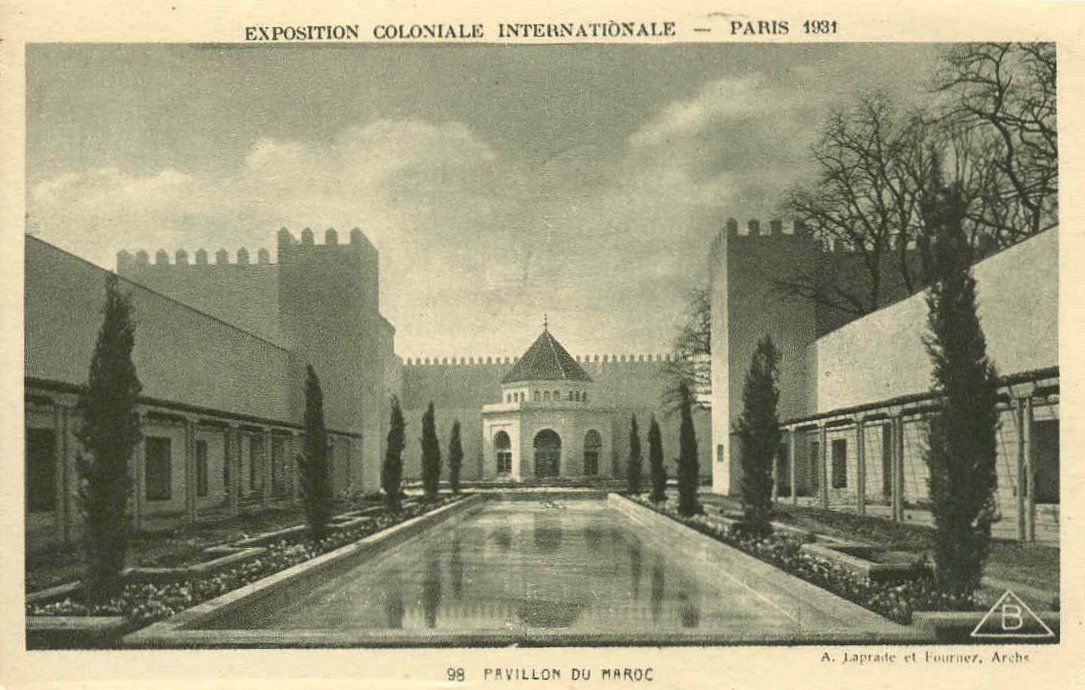
Pavillon du Maroc.

Le pavillon du protectorat du Maroc se présente sous la forme d'un palais sobre, inspiré du palais de Maghzen, et entouré de vastes cours et patios.
Un canal d'eau, bordé de jardins à la mode andalouse, s'allonge en façade, et est encadré par des souks.
Le palais quant à lui présente une porte monumentale, est construit autour d'un jardin intérieur, et présente les différents aspects du Maroc.

#### Pavillon de la Martinique

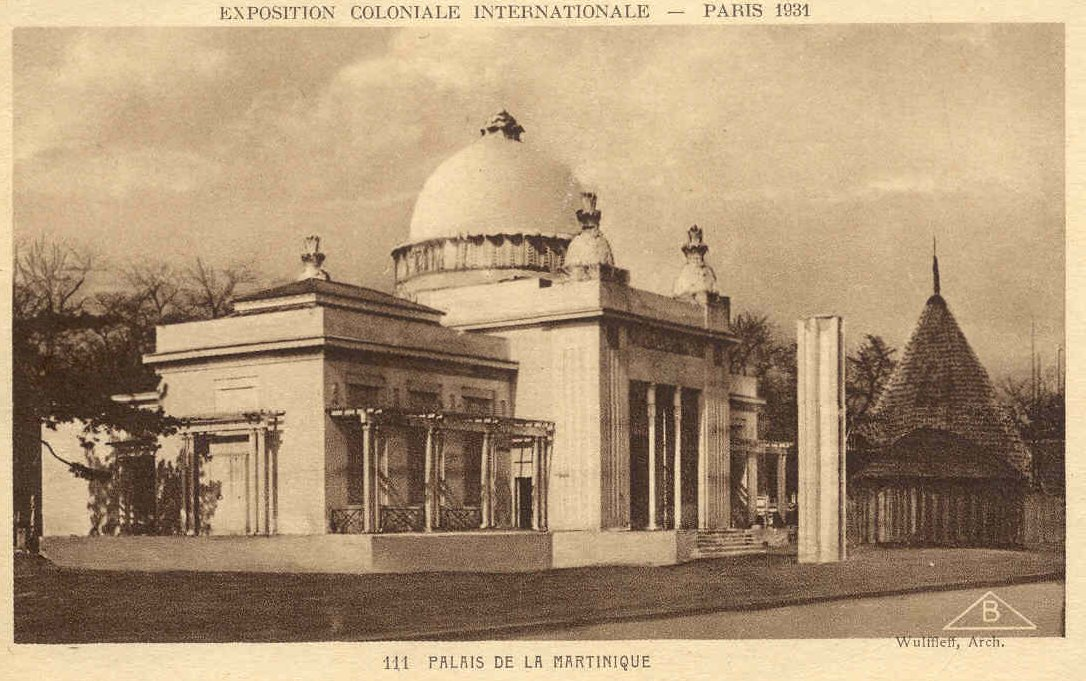
Pavillon de la Martinique.

Le pavillon de la Martinique évoque les demeures des riches planteurs créoles.

#### Monument des Forces d’Outre-mer

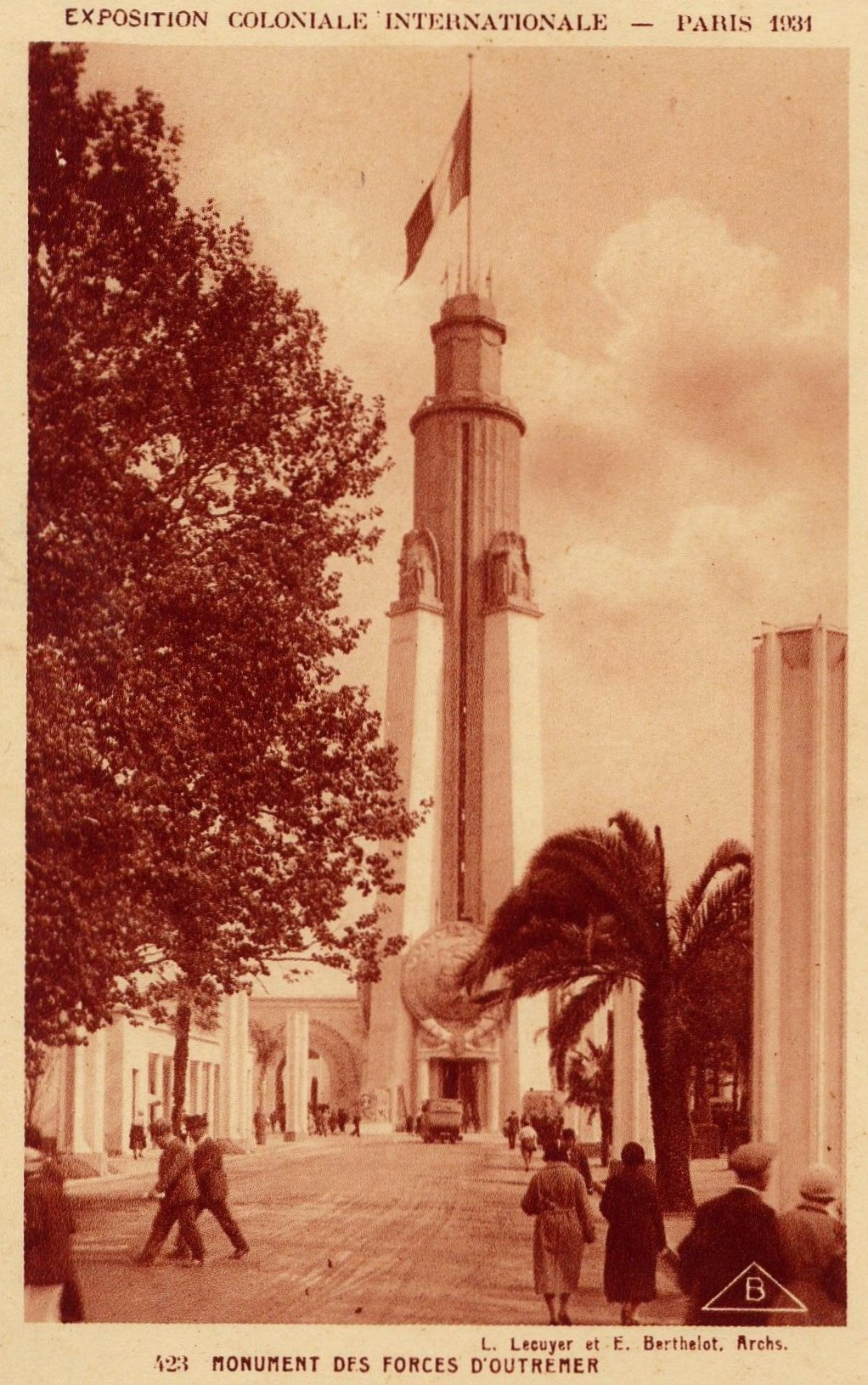
Monument des Forces d’Outremer.

Le monument des Forces d'Outremer est principalement composé d'une tour de bronze de 82 m de haut, flanquée de 4 boucliers d'airain, et qui supporte un phare éclairant des drapeaux français.
Dans ce monument se trouve présenté le travail de l'armée coloniale et de ses services.

#### Pavillon de la Nouvelle-Calédonie

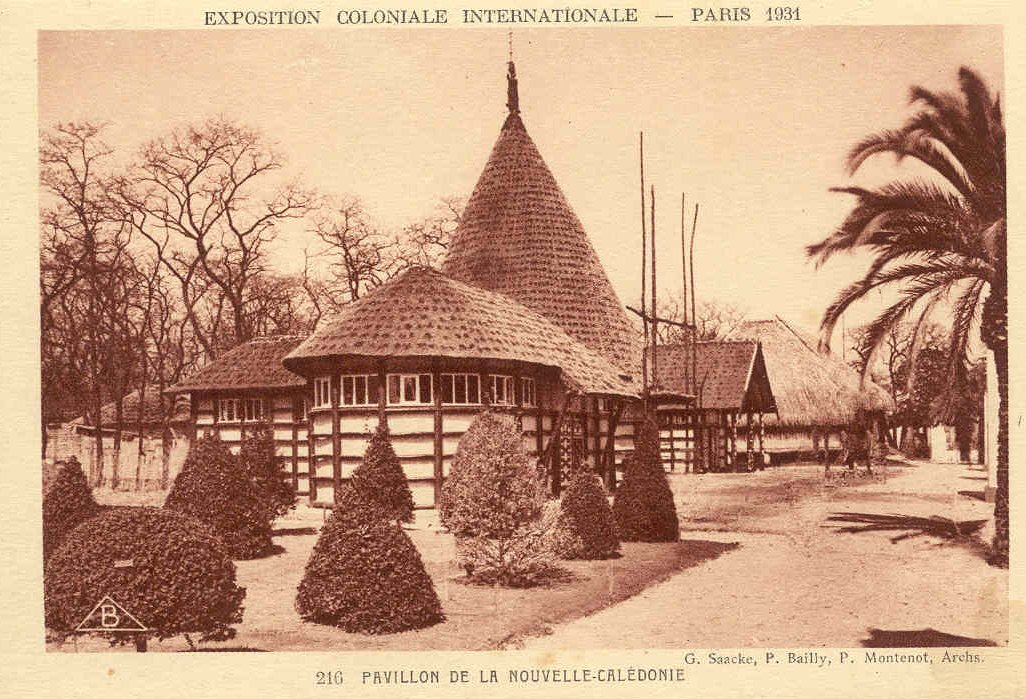
Pavillon de la Nouvelle-Calédonie.

La section de la Nouvelle-Calédonie et de ses dépendances regroupe trois pavillons :
- le pavillon de la Nouvelle-Calédonie ;
- le pavillon des îles Wallis-et-Futuna;
- le pavillon des Nouvelles-Hébrides, condominium franco-britannique.

#### Pavillon de l’Océanie

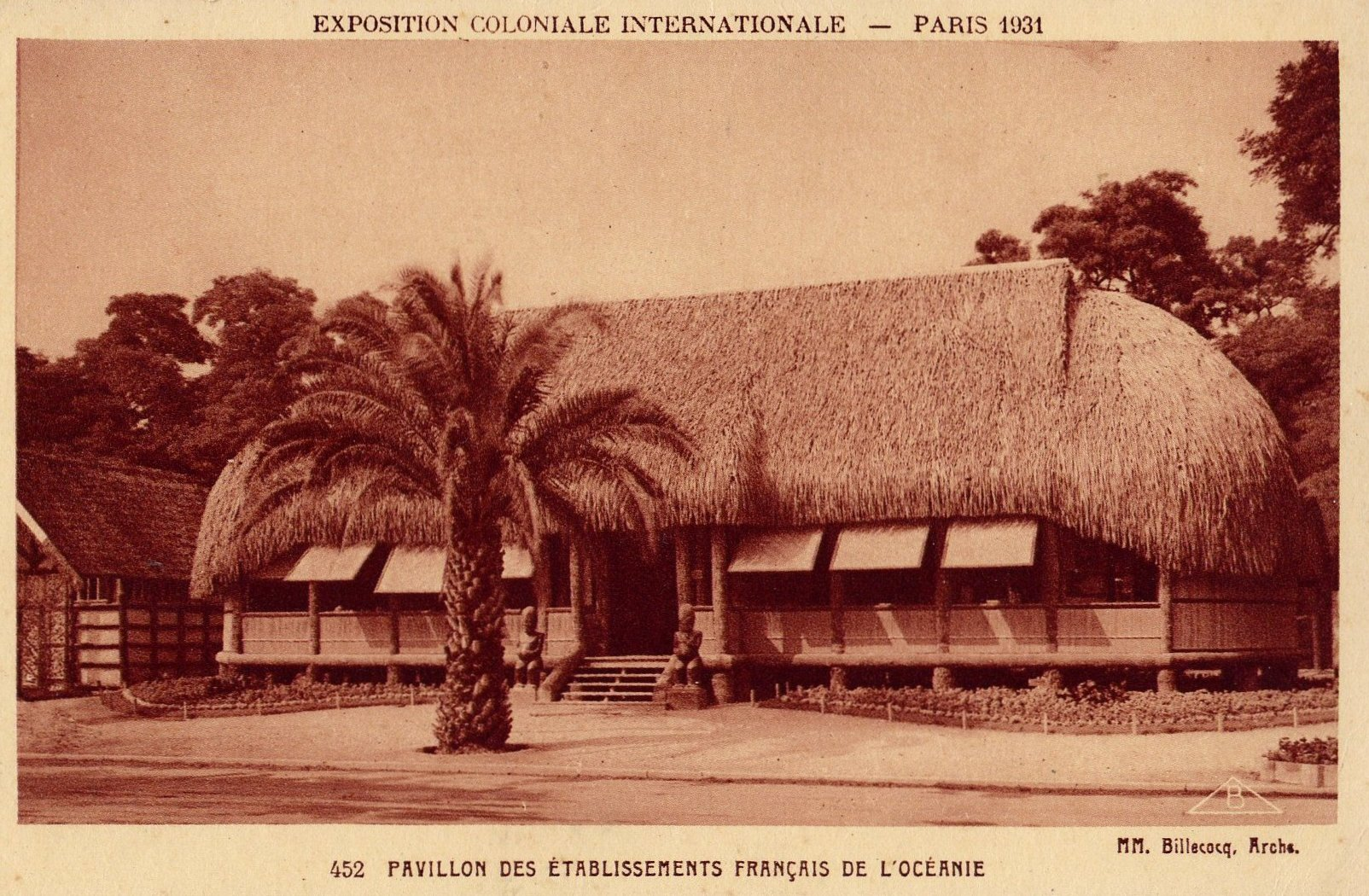
Pavillon de l’Océanie.

Le Pavillon des Établissements Français de l'Océanie représente une case polynésienne, et est construit en troncs de cocotiers, roseaux et bambous.
Il présente la production de la colonie et des collections d'art.

#### Pavillon de La Réunion

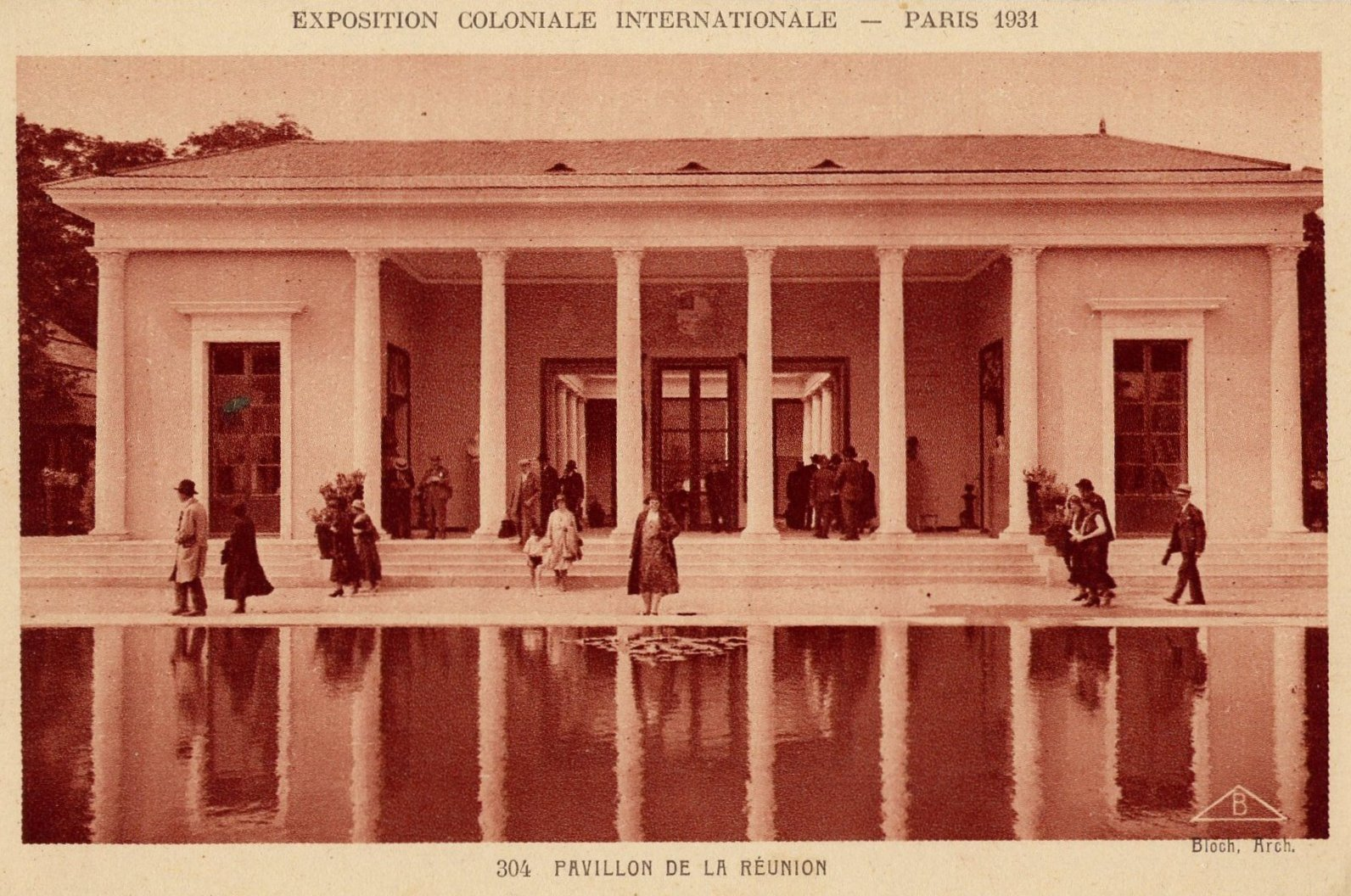
Pavillon de La Réunion.

Le pavillon de La Réunion est une élégante réplique de la Villa du domaine du Chaudron, et présente les ressources de l'île.

#### Pavillon de Saint-Pierre-et-Miquelon

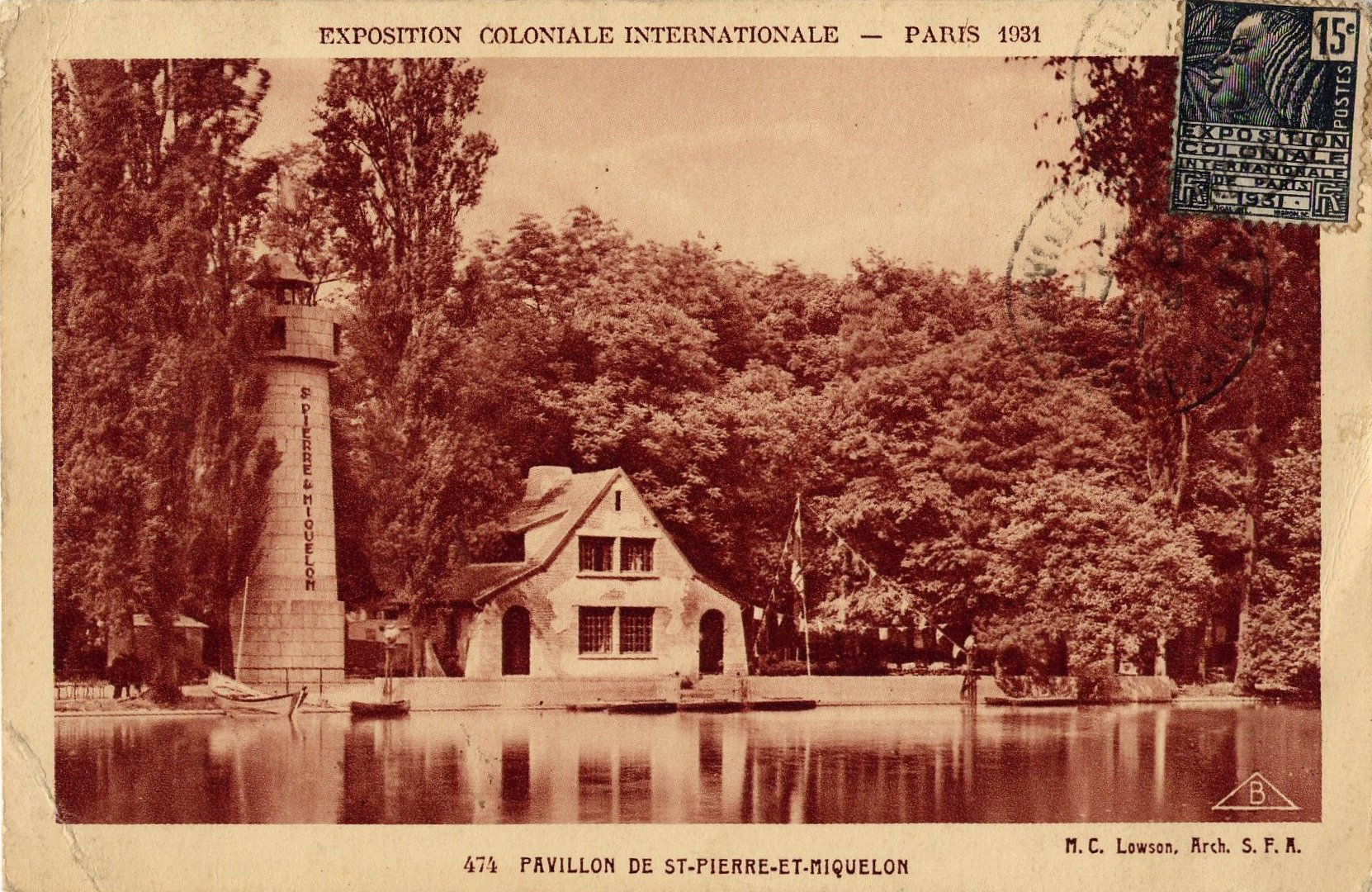
Pavillon de Saint-Pierre-et-Miquelon.

Le pavillon de Saint-Pierre-et-Miquelon présente une simple maison de pêcheur, avec ses doris sur le lac, et son phare aux feux multiples.

#### Section de la Tunisie

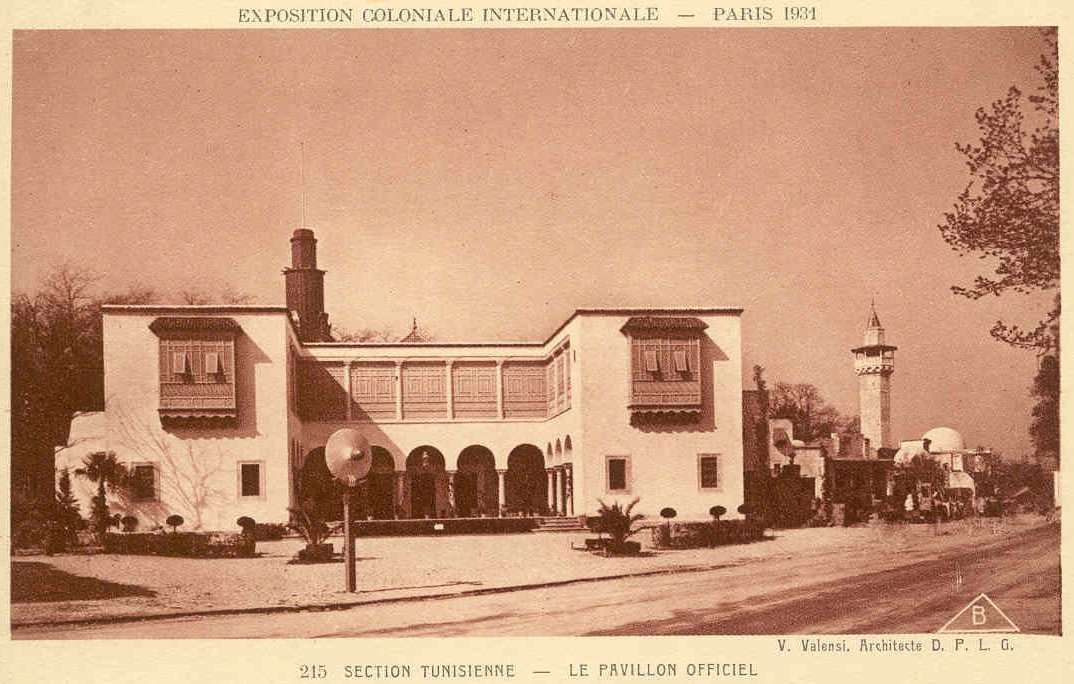
Pavillon du protectorat français de Tunisie.

La section tunisienne est située sur l'un des côtés de la « place de l'Afrique du Nord ». Elle présente un ensemble de pavillons composé de quatre unités :
- Le pavillon officiel du protectorat de Tunisie, regroupant des salles d'exposition et un salon d'honneur.
- Les souks Cerragine (brodeurs sur cuir) et El Barka (joailliers), reconstitution d'un quartier de Tunis, et présentant 45 boutiques.
- Le minaret de Sidi ben Ziad, flanqué d'un marabout de style islamique.
- Un café maure pittoresque, à moitié en plein air.

### Les sections étrangères

#### Section de la Belgique

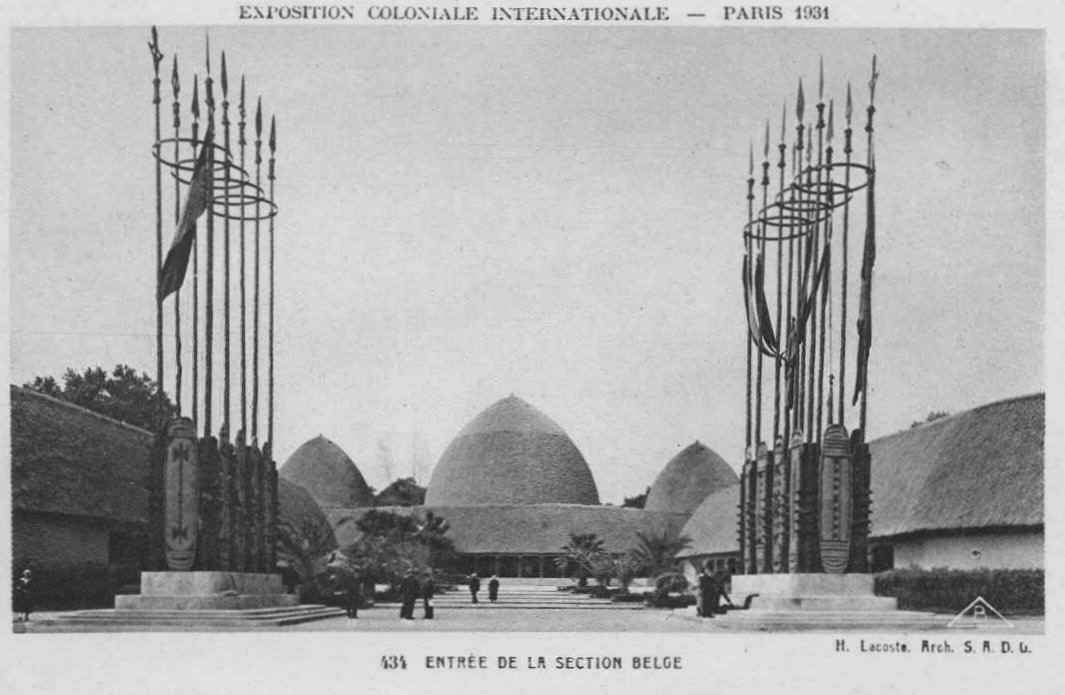
Pavillon de la Belgique.

La Section du Congo belge présente sur 2 hectares plus de 10 000 m2 de constructions, autour d'une vaste cour, précédée d'une porte monumentale :
- au centre, le pavillon d'honneur, surmonté d'un toit en chaume et de 3 coupoles, abrite toutes les informations sur le Congo belge ;
- les pavillons latéraux présentent les industries métropolitaines et exotiques.
- La Société belge NUCA (Nouvelle Usine de Conserves Alimentaires) de Westmeerbeek dirigée par le baron Henri de Trannoy remporte la médaille d'or de l'exposition pour la qualité de ses produits Proba.

#### Pavillon du Danemark

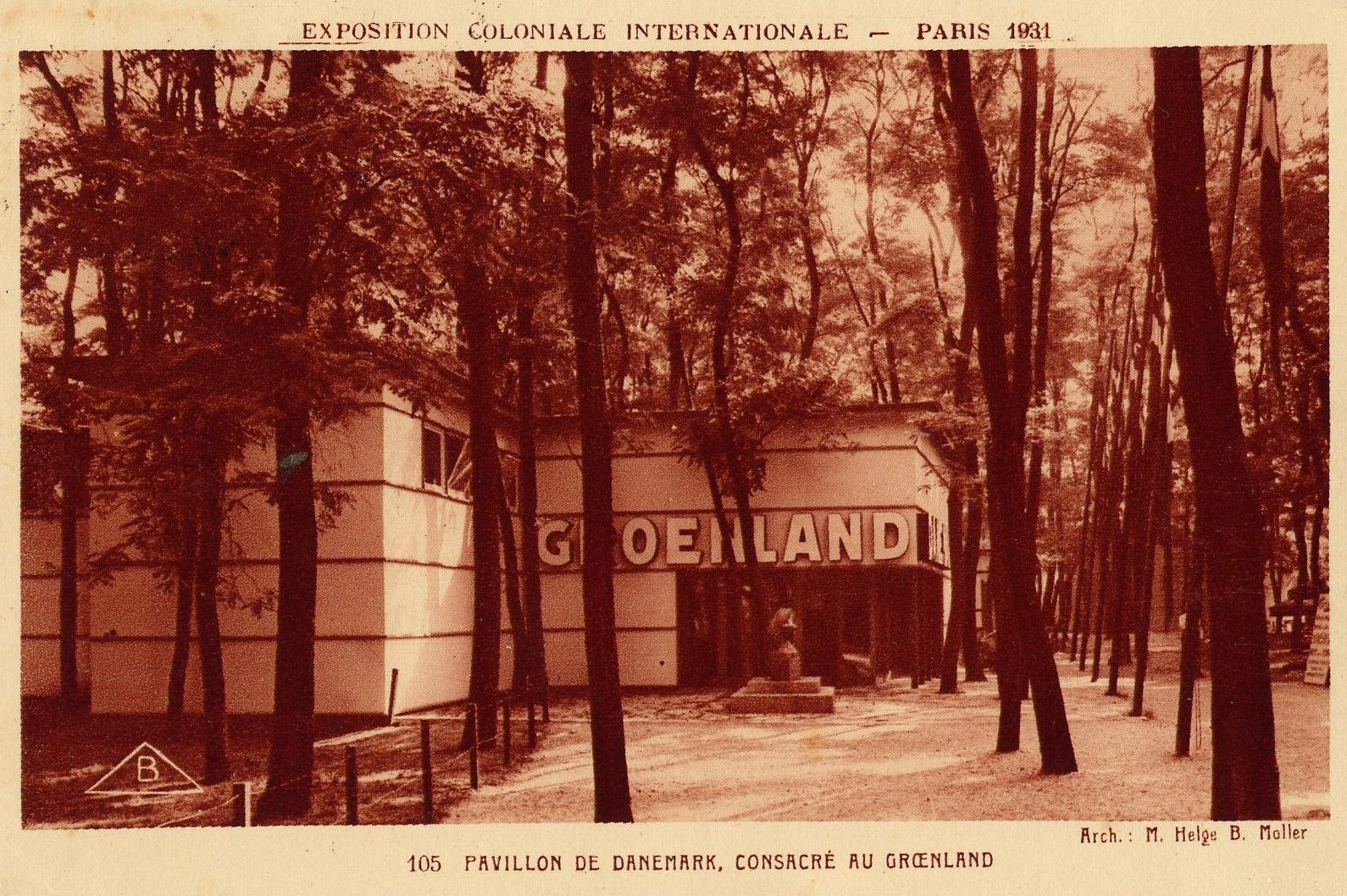
Pavillon du Danemark.

Le Pavillon du Danemark, de style moderne, est consacré au Groenland, et présente les conditions de vie dans cette colonie.

#### Section des États-Unis d’Amérique

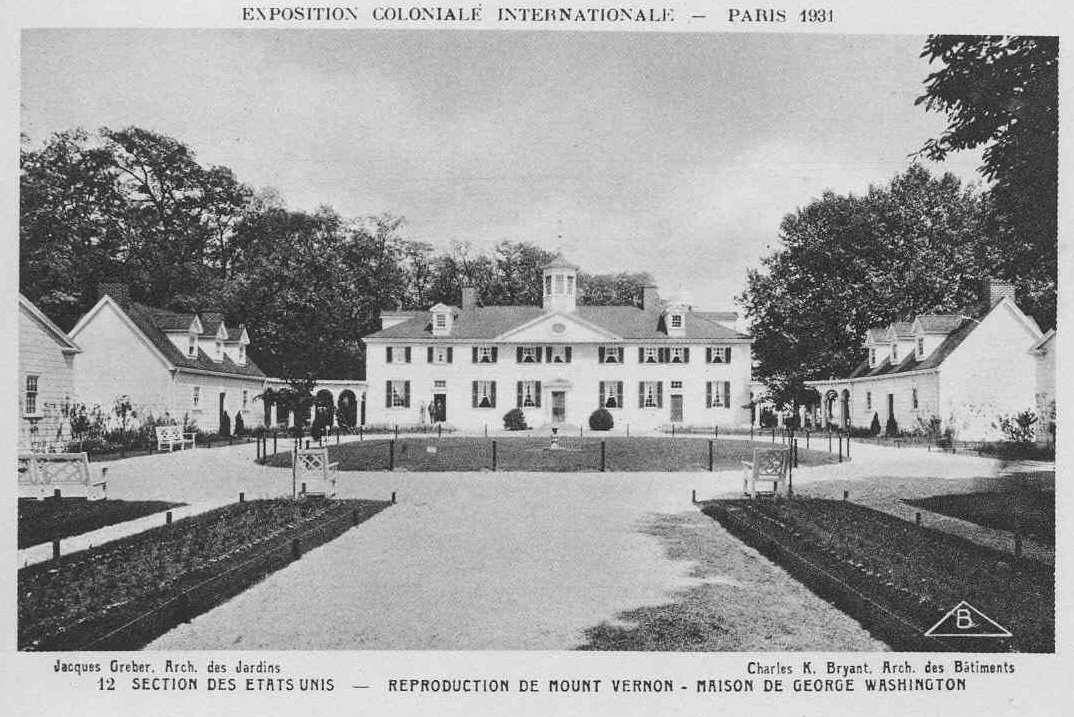
Pavillon des États-Unis d’Amérique.

La section des États-Unis est agencée autour de la reproduction de la maison de G. Washington, à Mount Vernon, construite en 1743. La reproduction est fidèle, aussi bien à l’extérieur qu’à l'intérieur.
Deux petites maisons reliées par des galeries couvertes sont situées de part et d'autre de la maison : ce sont la cuisine et le bureau de Washington, qui présente une exposition sur le Territoire de l'Alaska.
D'autres bâtiments du même style complètent cet ensemble et présentent les expositions du gouvernement des États-Unis, et des territoires extérieurs (îles des Caraïbes et du Pacifique).

#### Section de l’Italie

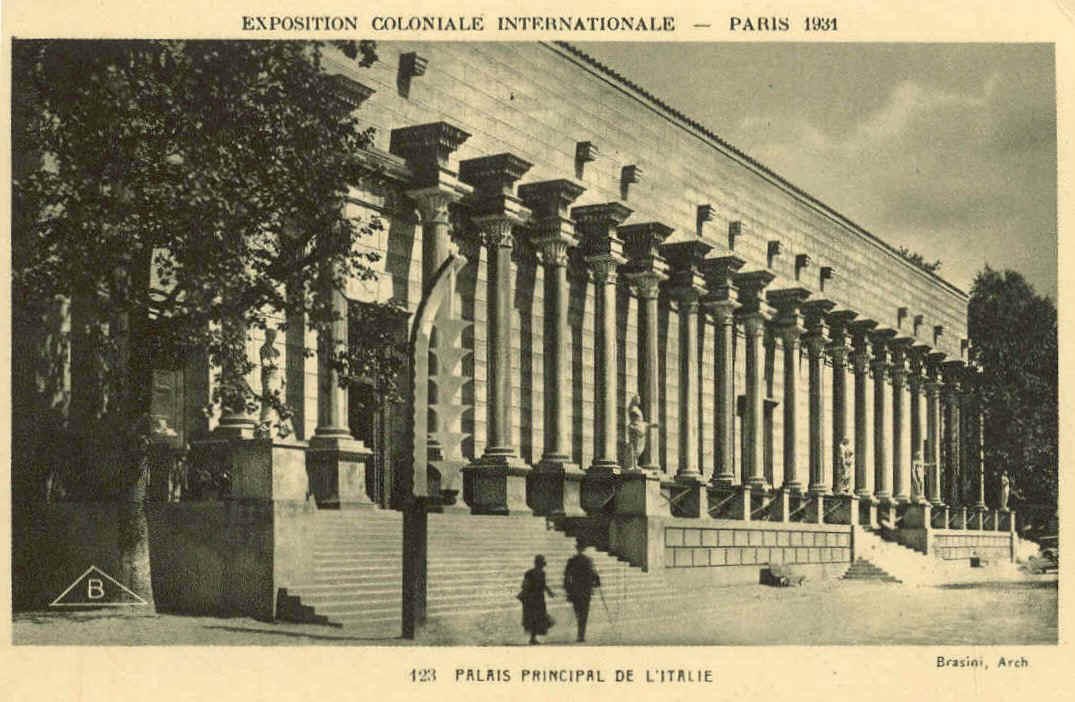
Pavillon de l’Italie.

Le pavillon du royaume d’Italie présente l’ensemble de monuments suivant :
- le pavillon principal, reproduction de la basilique de Leptis Magna en Libye, monument romain du IIe siècle, qui présente les colonies italiennes : Somalie italienne, Érythrée, Libye ;
- le pavillon de Rhodes, de style médiéval et orné de sept tours, consacré à l'histoire de l'île.
- une fontaine monumentale, entouré de deux marabouts africains et de tentes de nomades bédouins ;
- un restaurant.

Sur le lac naviguent des samboucs (bateaux somaliens).

#### Section du Royaume-Uni

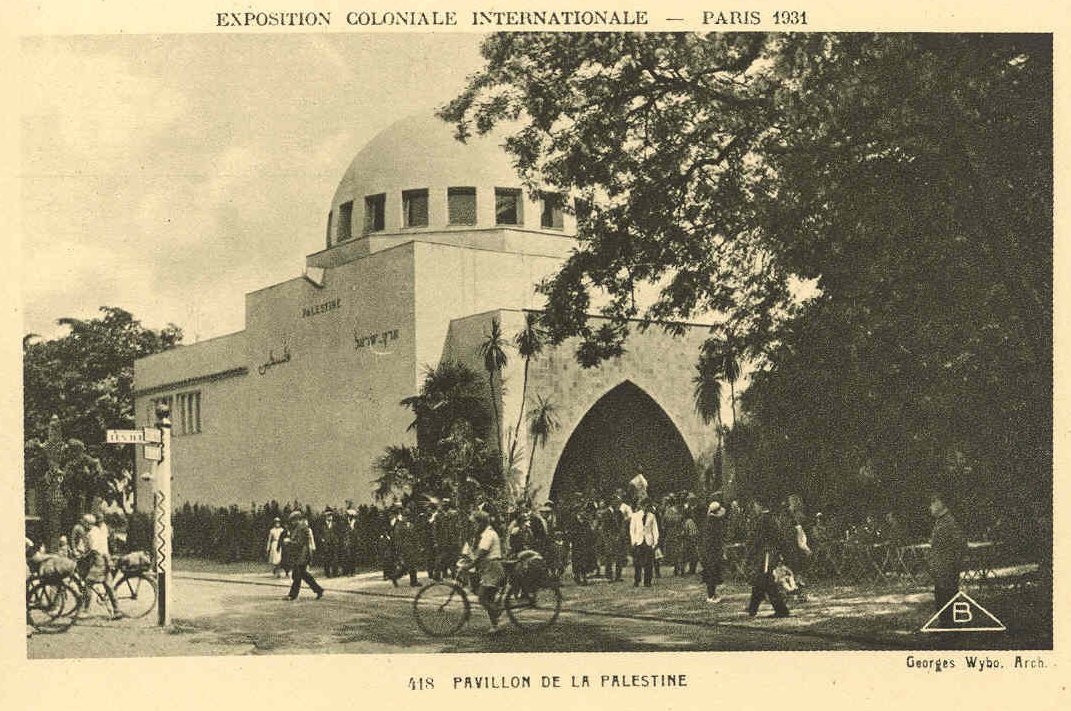
Pavillon de la Palestine.

La section du Royaume-Uni présente deux pavillons :
- le pavillon de la Palestine, administré par le Royaume-Uni sous Mandat de la Société des Nations, s’inspire du tombeau de Rachel et de la mosquée d'Omar à Jérusalem ;
- le pavillon des Indes britanniques, reproduction du mausolée d'Itimâd-ud-Daulâ de la ville d'Âgrâ.

#### Section des Pays-Bas

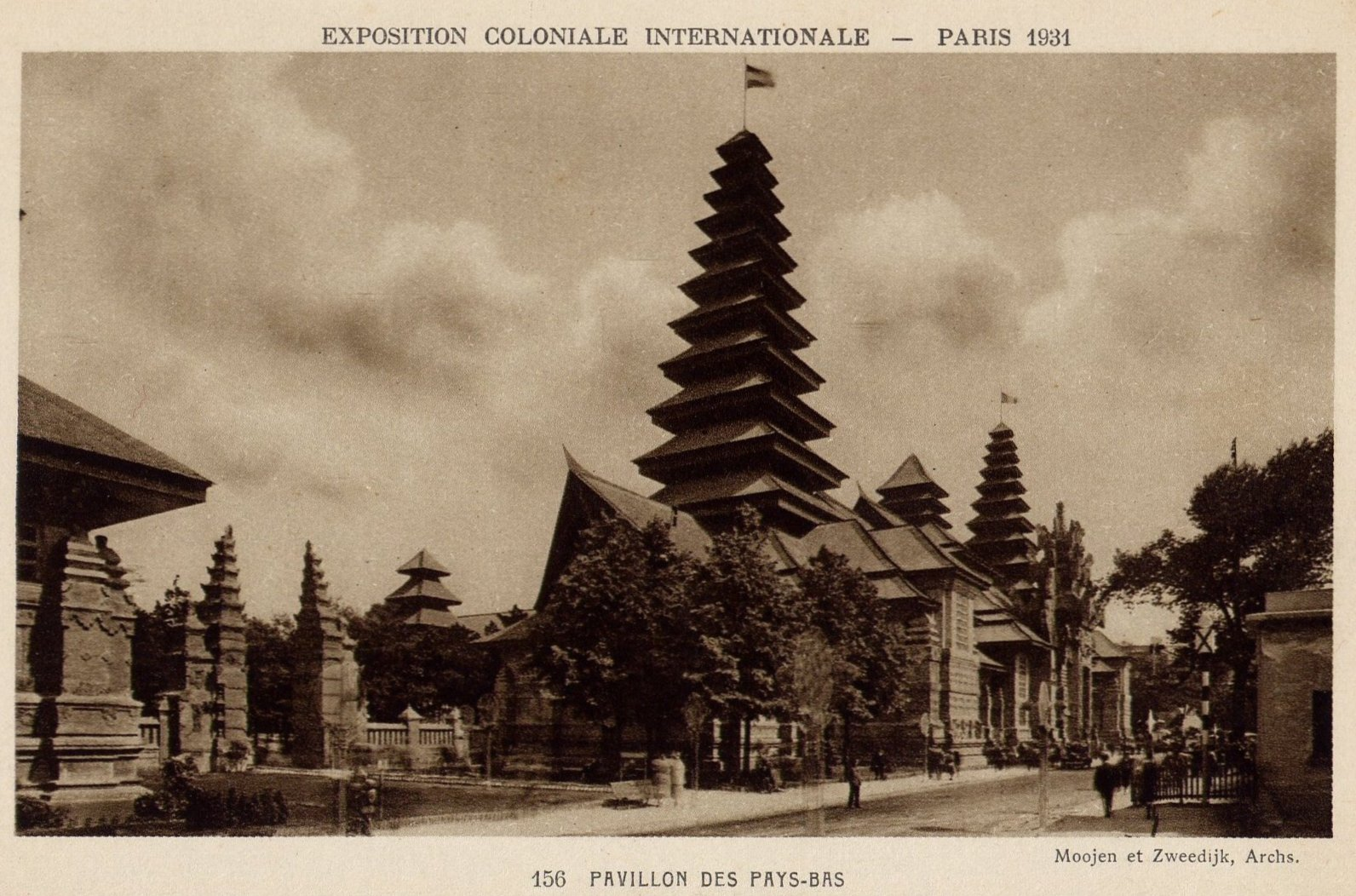
Pavillon des Pays-Bas.

La section des Pays-Bas est composée d'un pavillon principal et d'un ensemble de petits pavillons :
- le pavillon principal est édifié suivant une architecture malaise stylisée. Il présente sur 6 000 m2 des collections d'art hindou-javanais et des bouddhas, ainsi que l'économie des trois colonies des Pays-Bas : les Indes orientales néerlandaises, le Suriname, et Curaçao. Le bâtiment est richement décoré de sculptures en pierres, et est recouvert d'un toit imposant présentant deux tours culminant à 50 mètres ;
- un petit pavillon présente des expositions privées et un aquarium tropical ;
- Entre les deux pavillons, se trouve la place des Indigènes, à laquelle on accède par la porte de Bali; porte monumentale en pierre sculptée, cette place sert principalement pour les spectacles de danses ;
- autour des pavillons se trouvent des maisons et des bateaux indigènes, du pays Batak ;
- un restaurant hollandais et un restaurant indien complètent cette section.

Le 28 juin, à cause d'un court-circuit, le pavillon principal brûle pendant l'exposition, détruisant toutes les collections et expositions qu'il renferme. Il est reconstruit en 51 jours, à l'exception du toit, qui est simplifié.

#### Section du Portugal

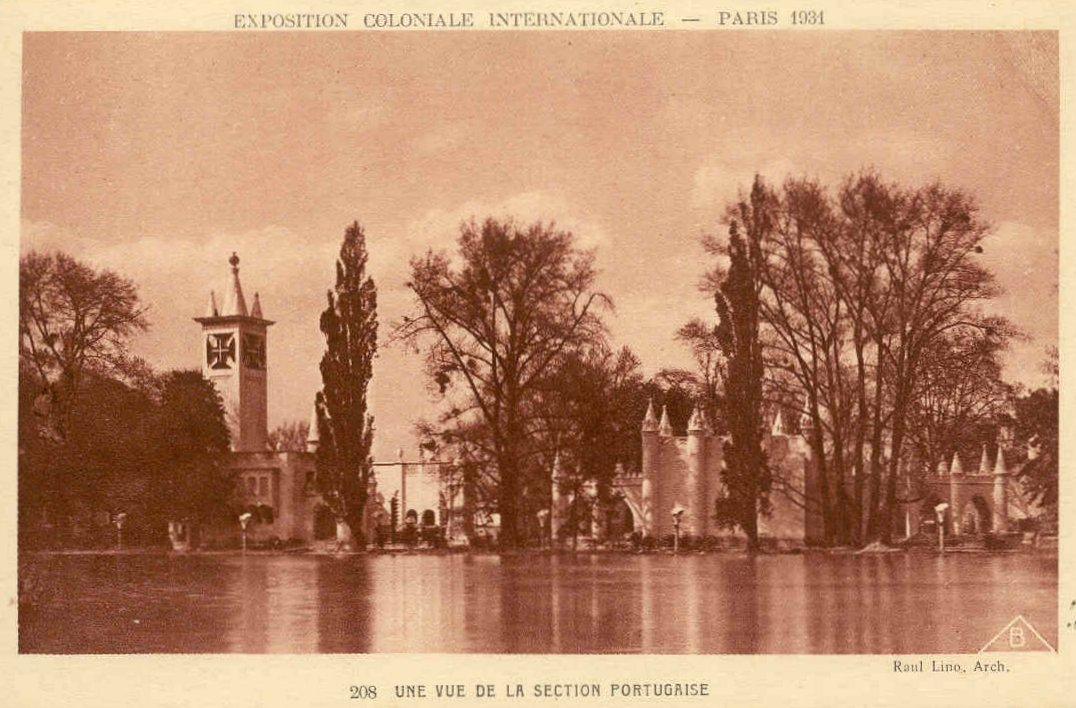
Pavillon du Portugal.

La section Portugaise regroupe quatre pavillons construits dans un mélange d'art maure et d'art portugais austère du XVe siècle. Deux pavillons présentent les colonies portugaises : Angola, Mozambique, Îles du Cap-Vert, Guinée portugaise, États de l’Inde (Goa), Macao, Timor. Deux autres pavillons sont consacrés à l'histoire des voyages, des conquêtes, et des explorateurs.

### Les Pavillons des Missions

#### Pavillon des Missions catholiques

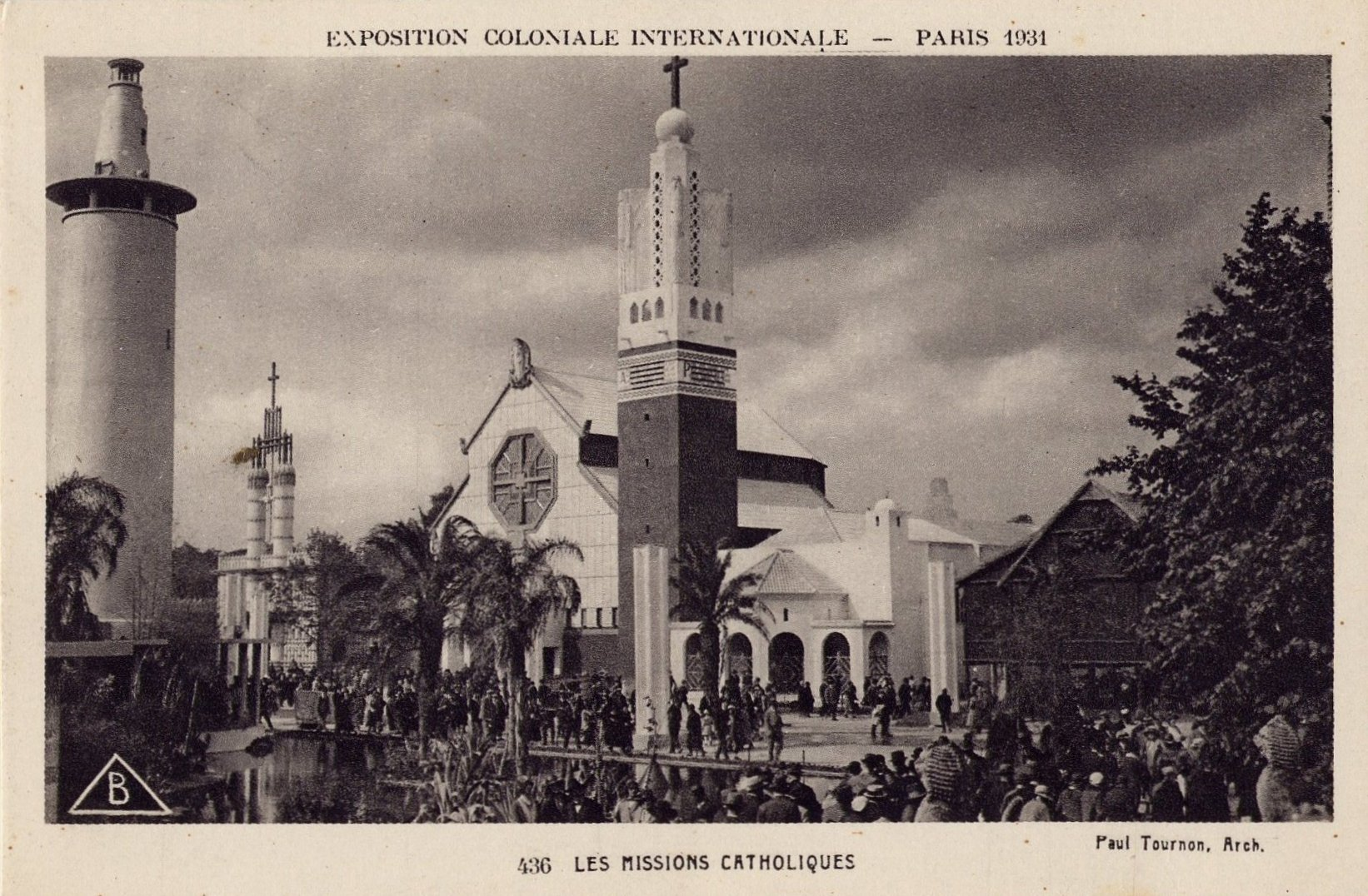
Pavillon des Missions catholiques.

Le pavillon des Missions catholiques est flanqué d'un campanile de 40 mètres et abrite une église, Notre-Dame-des-Missions. Il présente l'action des Missions catholiques dans les colonies. Parmi les peintres décorateurs Marthe Flandrin - Élisabeth Faure

#### Pavillon des Missions protestantes

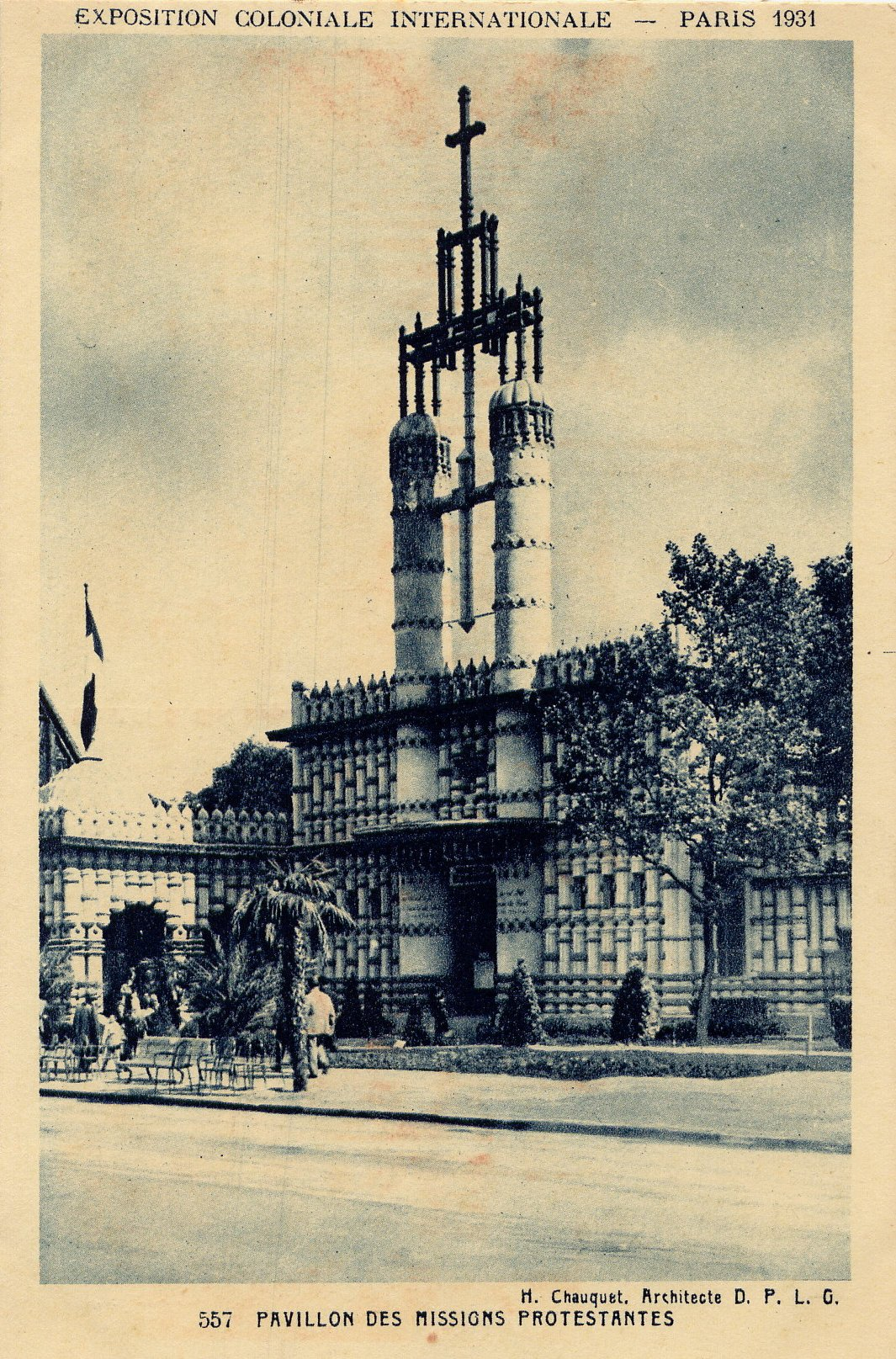
Pavillon des Missions protestantes.

Le pavillon de la Société des missions évangéliques de Paris est surmonté d'une croix en verre de 5 mètres. Elle présente des stands d'exposition,.

### Les Bâtiments généraux

#### La Cité des Informations

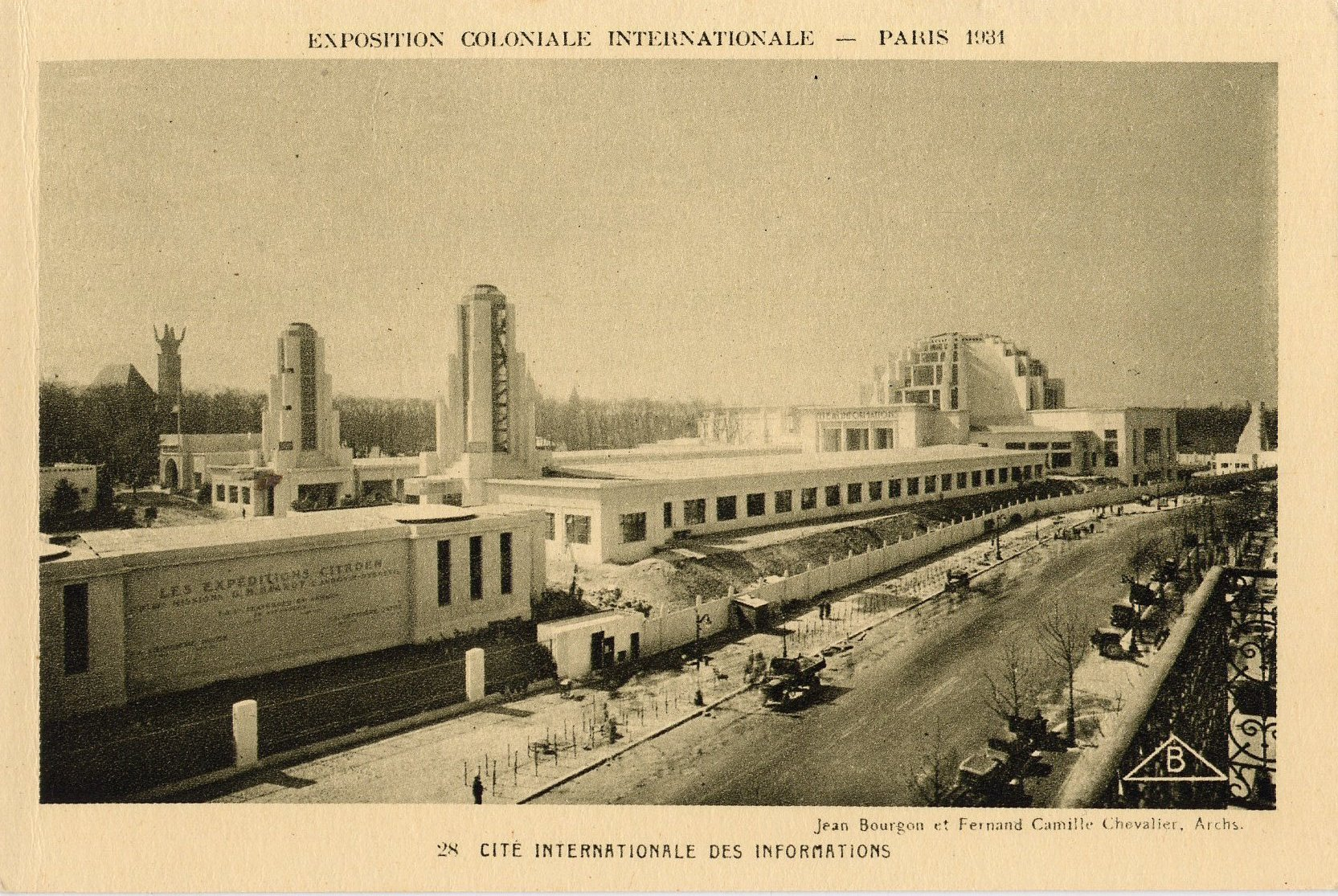
La Cité des Informations.

La Cité internationale des informations est une création originale due à l'initiative personnelle du maréchal Lyautey, dans le but d'offrir aux industriels, économistes, et financiers, les informations techniques dont ils ont besoin pour développer leurs relations avec les colonies.
Ce bâtiment construit le long du boulevard Poniatowski s'étend sur 19 000 m2 et présente :
- un inventaire général précis des colonies, présenté par catégories : économie, production, mines et ressources, navigation, administration, travaux publics, colonisation, politique, marchés, vie sociale, hygiène, enseignements, chambres de commerces, associations économiques ;
- Une salle de cinéma de 1 500 places, présentant des films sur les colonies ;
- un théâtre (où se donne le notamment un gala organisé par François Ambrosiny et le corps de ballet du Théâtre de la Monnaie de Bruxelles[25]) ;
- des salles de congrès ;
- ses expositions (philatélie par exemple) ;
- un grand hall de commodités avec une poste, une billetterie maritime et ferroviaire, une librairie, la radiophonie et la presse française, coloniale et étrangère.

#### La Section Métropolitaine

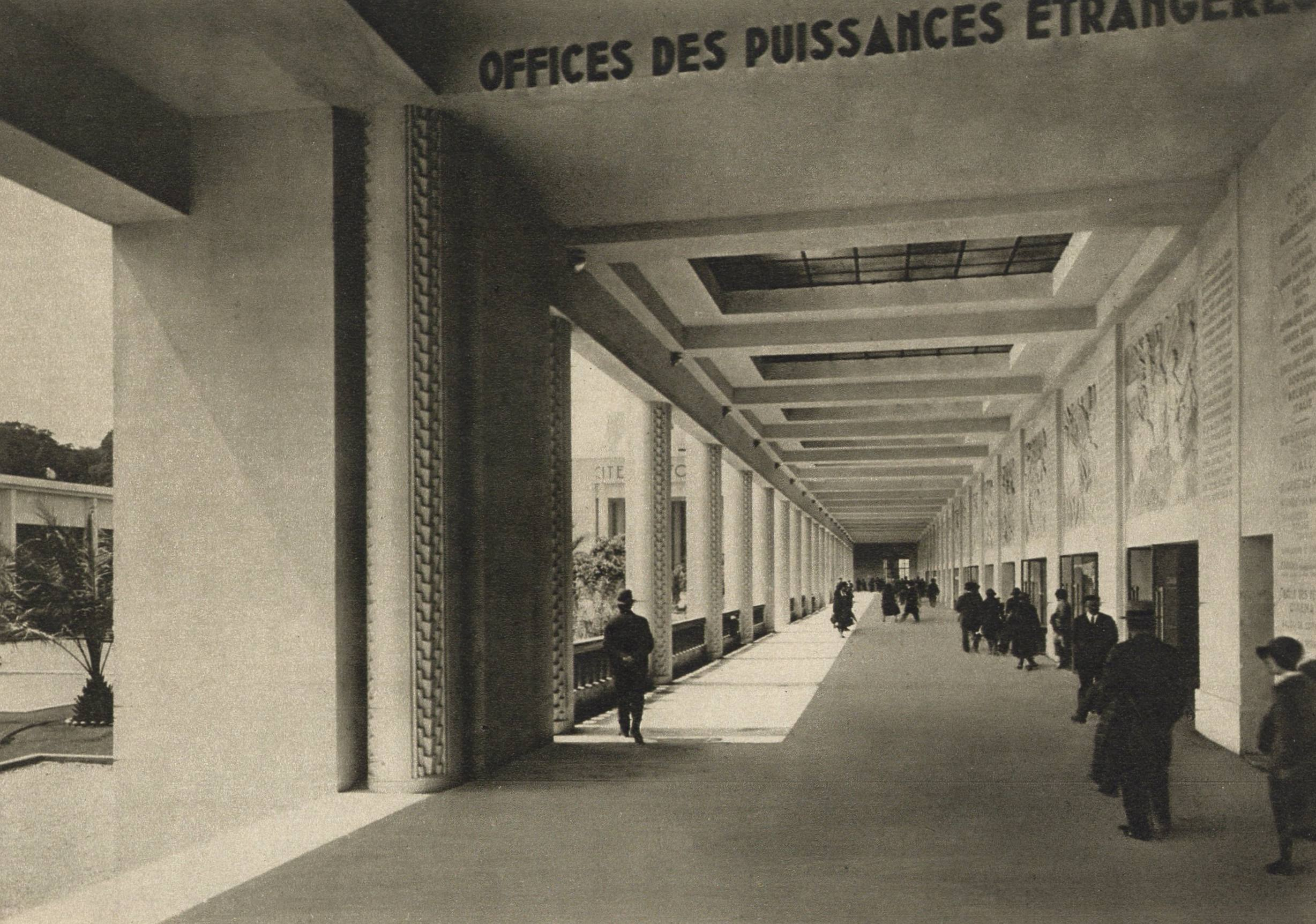
Palais des Groupes Industriels.

La Section Métropolitaine a pour but de grouper et d'exposer toute la production métropolitaine pouvant donner lieu à des échanges avec les colonies. Elle est composée de quatre bâtiments situés le long du boulevard Soult et présente sur 80 000 m2, 31 groupes industriels répartis en 163 classes et 27 groupes. Les quatre bâtiments sont :
- le Palais des Groupes Industriels, situé à l'entrée principale de l'exposition, qui présente sur 42 000 m2 l'industrie française ;
- le Palais des industries de luxe, situé à l'est de l'exposition, ce palais présente toutes les industries de luxe françaises, et leurs liens avec les colonies ;
- le Palais des beaux-arts qui synthétise tout l'art des colonies ;
- le Palais du livre.

Une exposition florale entoure les bâtiments.

#### Le Musée des colonies

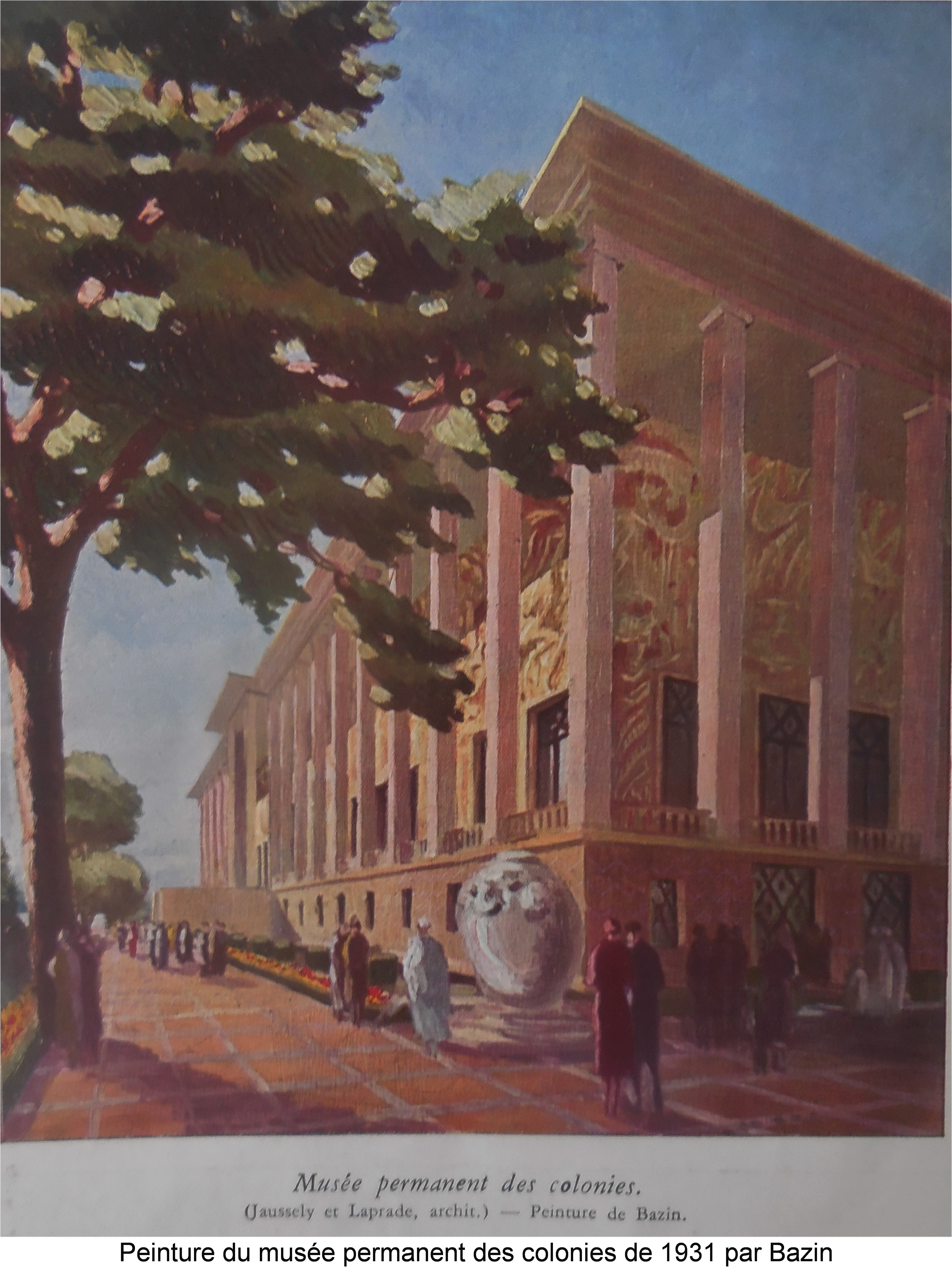
Peinture du musée des Colonies.

Le musée permanent des Colonies se présente sous la forme d'un bâtiment de 88 mètres de long sur 60 de large. Sa façade est ornée d'un grand bas-relief dû au sculpteur Alfred Janniot qui retrace l'histoire économique des colonies. Sa réalisation, sous la direction des architectes Albert Laprade, Léon Bazin et Léon Jaussely, a nécessité trois ans de travail entre 1928 et 1931.
Ce musée présente sur 5 000 m2 deux sections de l'exposition :
- la section de synthèse, qui offre une vue synthétique de l'effort colonial dans tous les domaines depuis 1870 ;
- la section rétrospective, qui retrace les époques de l'histoire coloniale française, et ce depuis les Croisades.

Ce musée présente aussi :
- un aquarium tropical, présentant la faune tropicale aquatique ;
- une salle des fêtes de 1 200 places, au centre du bâtiment ; deux salons ovales ornés de fresques, dont l'un servait de bureau à Paul Reynaud, alors ministre des Colonies, pour recevoir ses visiteurs de marque.

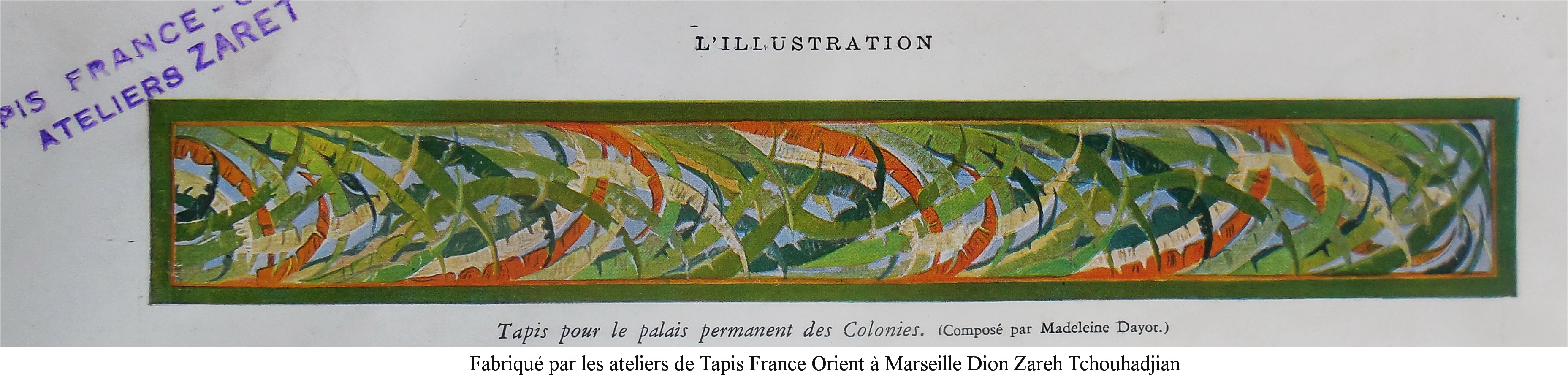
Tapis pour le Palais permanent des Colonies par les Ateliers Tapis France Orient.

Sur le perron, se trouve une statue de Léon-Ernest Drivier, symbolisant la France et ses colonies. Cette statue se trouve de nos jours au sommet de la fontaine de la Porte Dorée (dans le square des Anciens-Combattants-d'Indochine constituant le terre-plein central de la place Édouard-Renard).
Un tapis pour le musée permanent des Colonies a été commandé aux ateliers Tapis France Orient à Marseille, réalisé à partir d'une création de Magdeleine Dayot. L'œuvre est désormais conservée au musée du quai Branly-Jacques Chirac à Paris. Ce tapis à motifs floraux est noué à la main par des ouvrières arméniennes réfugiées.

#### Le Jardin zoologique

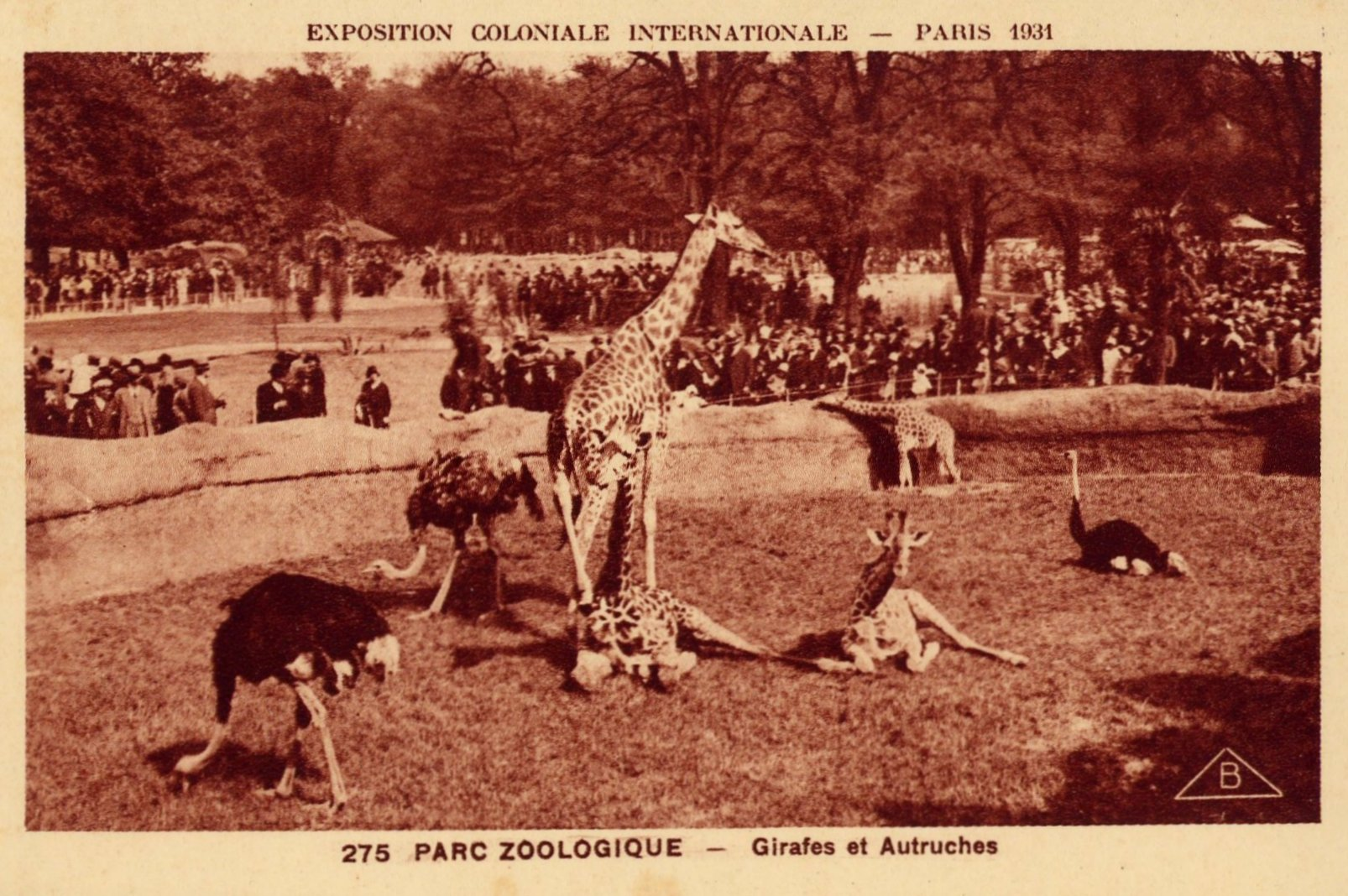
Le Zoo : enclos des girafes.

Le Parc zoologique est construit par la maison Carl Hagenbeck, suivant une approche moderne des zoos : pas de grilles, mais des enclos ouverts séparés du public par des fossés. C'est un parc provisoire d'été; il ne possède pas de constructions permettant de garder les animaux au chaud en hiver. On peut y voir :
- La savane africaine (antilopes, zèbres, gazelles)
- Le marécage africain (oiseaux aquatiques)
- Le rocher des singes
- Les girafes et les autruches
- Les éléphants
- Les lions

À la suite du succès énorme rencontré par ce zoo, il est déplacé en 1932 à l'endroit qu'il occupe actuellement dans le bois de Vincennes, et complété par des bâtiments permettant de protéger les animaux l'hiver.
Le 3 janvier 1934, le zoo brûle, tuant cinq éléphants.

#### La Section des attractions (parc des attractions, îles des attractions)

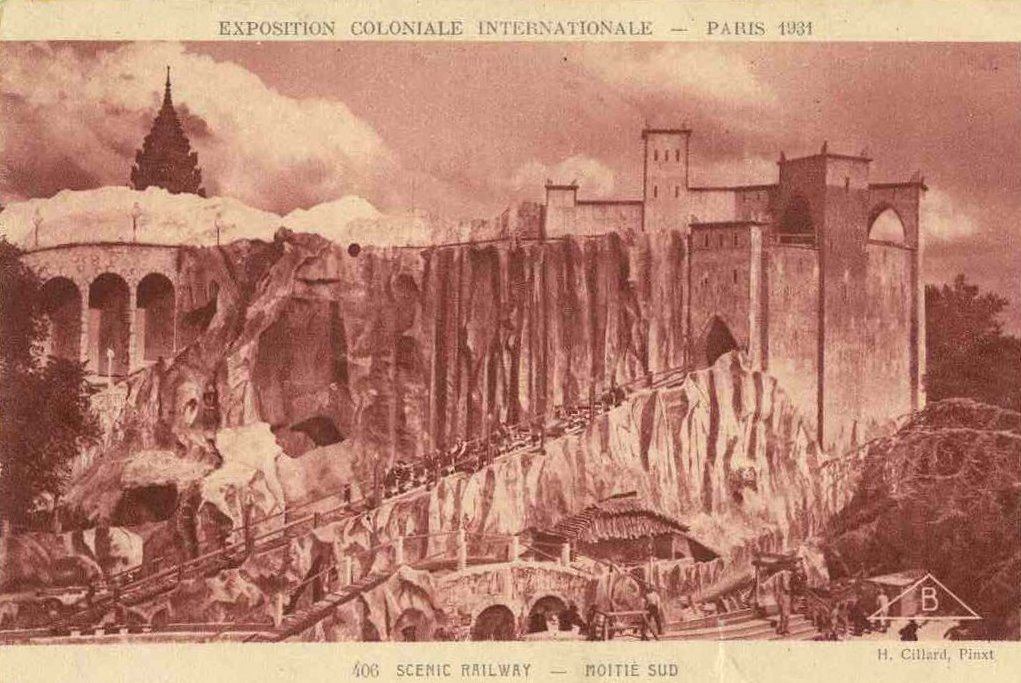
Le Scenic Railway du Parc de Gravelle.

Le parc des attractions est divisé en deux parties :
- la première partie est le Parc de Gravelle, entre la porte de Reuilly et le palais d'Angkor Vat : il présente diverses attractions foraines, la plus importante de ces attractions est le Scenic Railway, ensemble de montagnes russes dans un décor colonial ;
- la seconde partie est l'ensemble formé par l’île de Reuilly et l’île de Bercy, appelées Îles de Bagdad, dans le lac Daumesnil ; ces îles accueillent les flottilles coloniales (pirogues africaines, pirogues à balancier du Pacifique, sampans d'Asie), le théâtre de Bagdad et des restaurants.

#### Les fontaines monumentales

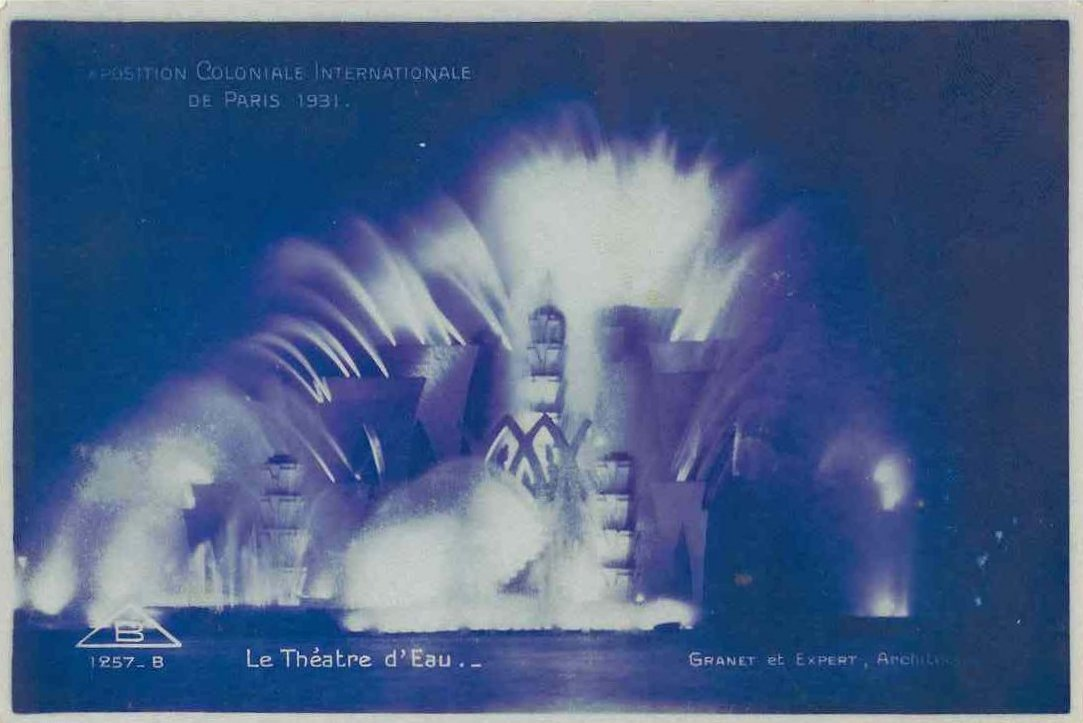
Le Théâtre d'Eau.

Plusieurs fontaines monumentales sont installées dans l'exposition :
- le Théâtre d'Eau ;
- le Grand Signal, fontaine de 50 mètres, implantée dans le lac Daumesnil ;
- l'un des 3 "Ponts d'Eau", sur le lac Daumesnil ;
- le Cactus.

#### Les pavillons privés

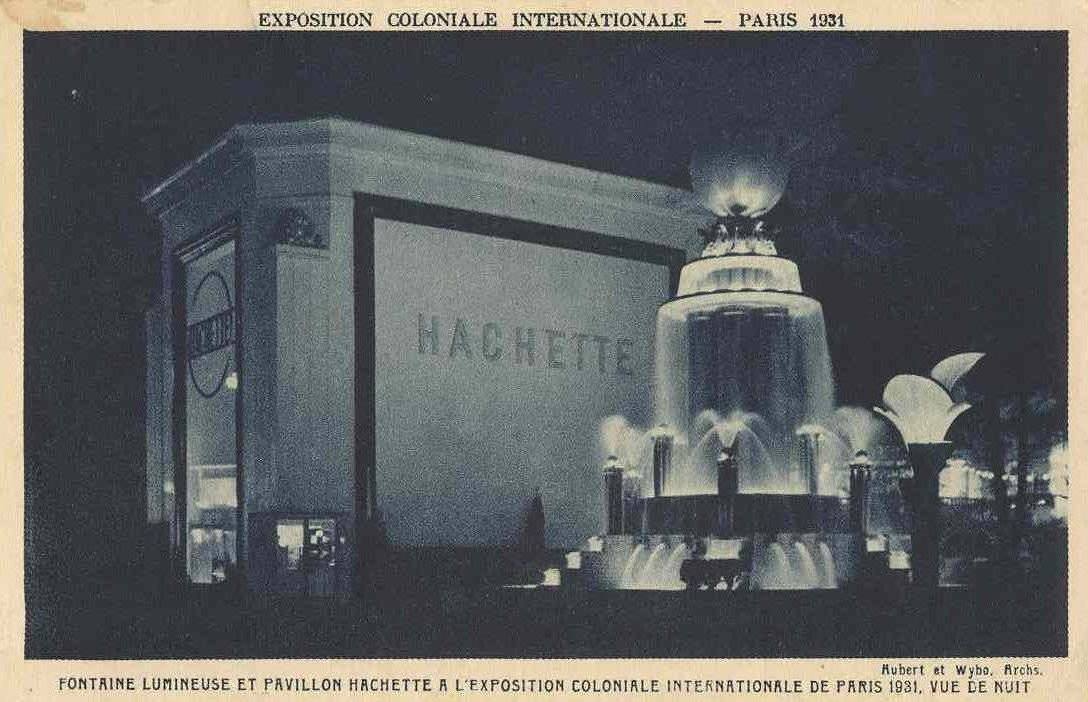
Pavillon de la société Hachette.

Environ 200 pavillons privés sont répartis dans l'enceinte de l'Exposition. Ces pavillons, à but commercial, sont soit des cafés et restaurants (Chez Jenny, L'Oasis, la Terrasse), soit des stands publicitaires (Banania, Nestlé, Julien Damoy, Chocolat Menier, etc).

### Spectacles et animations

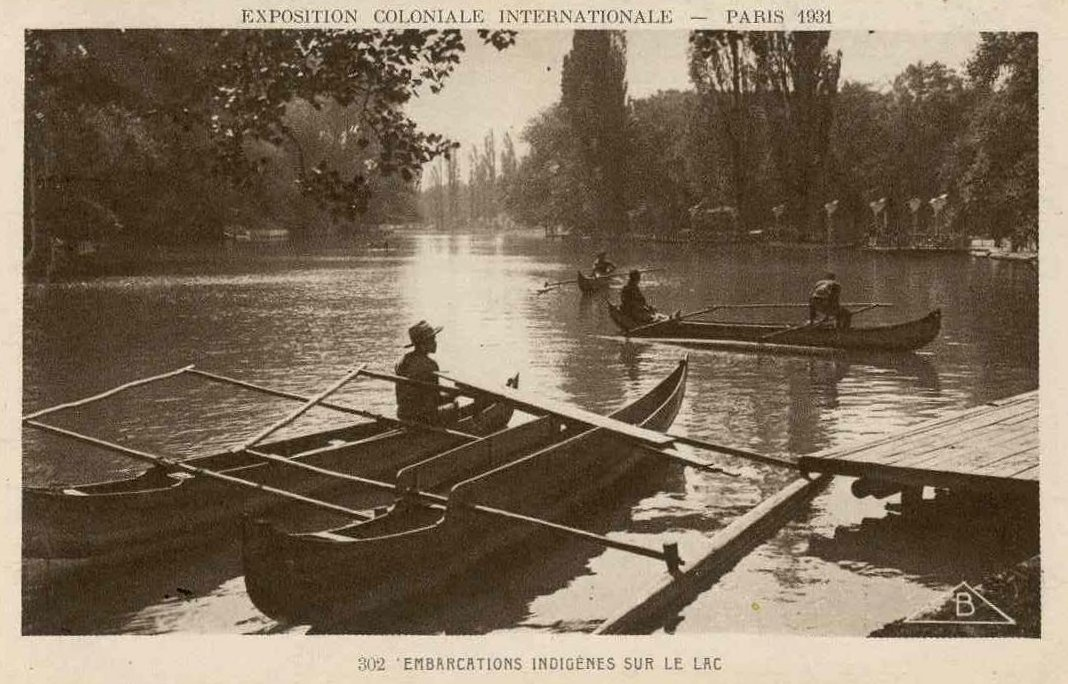
Les pirogues malgaches sur le lac Daumesnil.

Dans toutes les sections, de nombreuses animations et différents spectacles sont proposés aux visiteurs, potiers, sculpteurs, tisserands, maroquiniers : tout un peuple d'artisans indigènes travaillent sous les yeux du public. D'autres tiennent des stands de souvenirs, comme dans les souks des sections nord-africaines. Sur le lac, toutes sortes d'embarcations de pêche font des démonstrations d'évolution : pirogues malgaches ou sénégalaises, samboucs somaliens, etc. Chaque section présente un spectacle ou des danses de la colonie. On trouve ainsi, par exemple :
- Le théâtre annamite avec son dragon ;
- Une compagnie indienne de musique ;
- Les danseuses Foulahs (ethnie pastorale d'Afrique de l'Ouest) de la province de Siguiri (province de Guinée) ;
- Les danseuses balinaises, de la cour du sultan de Java.

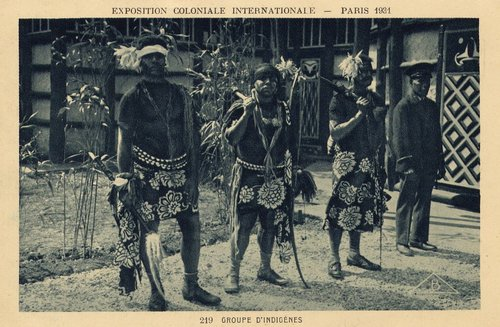
Kanaks exhibés lors de l'Exposition.

Les danseurs Kanak de Nouvelle-Calédonie sont exhibés dans le jardin d'acclimatation du bois de Boulogne et présentés comme des guerriers cannibales selon le journal Candide. Initiative privée en marge de l'Exposition, elle est organisée par une association d'anciens coloniaux s'associant avec le cirque Hagenbeck, le gouverneur de Nouvelle-Calédonie aida à leur recrutement. Devant ce scandale, ce dernier fut mis à la retraite anticipée par Lyautey.

## Les nuits coloniales

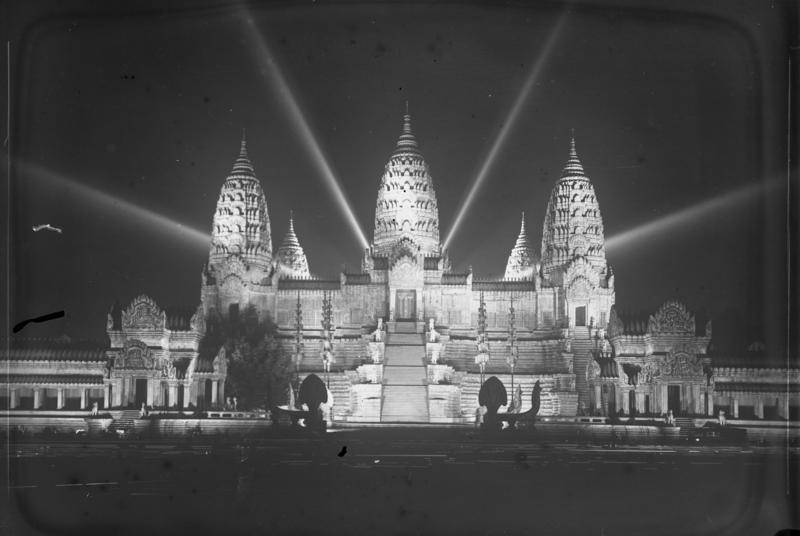
Le temple d'Angkor Vat la nuit.

Sous le titre plein de promesses, « Les Nuits Coloniales », se cache un exploit extraordinaire pour l'époque : mettre en valeur, de nuit, l'intégralité de l'Exposition Coloniale et de ses fontaines, et offrir des fêtes plus éblouissantes les unes que les autres. On peut notamment citer :
- la Fête de la Lumière, le 5 juin au théâtre d'Eau ;
- la Nuit Tahitienne, le 19 juin sur le lac ;
- la Féerie Coloniale, le 13 juillet, grand feu d'artifice avec embrasement du lac.

Les moyens employés sont considérables :
- huit câbles à haute tension de 12 000 volts, enterrés dans des canalisations, et se répartissant sur 60 postes de transformation, soit l'équivalent de la consommation électrique d'une ville de 100 000 habitants ;
- 33 kilomètres de câbles d'éclairages, plus 3 kilomètres uniquement pour l'éclairage des jeux d'eau ;
- des centaines de projecteurs, équipés de verres de couleur, et de diffuseurs appelés « chenilles » sur les allées, ne montrant aucun point lumineux visible et provoquant des effets spectaculaires, comme les Ponts d'Eau formant des arcs-en-ciel polychromes, ou le théâtre d'Eau.

Les Nuits Coloniales sont de grands succès et laissent des souvenirs inoubliables dont les journaux de l'époque se font l'écho.

## Les Souvenirs

### La publicité pour l’Exposition
Dans tous les journaux de l'époque, le lecteur trouve des publicités pour l'exposition. Certaines sont des chefs-d'œuvre de composition sublimant les colonies. L'affiche lithographique intitulée Le Tour du monde en un jour annonçant l'exposition est de Victor Jean Desmeures et elle a été éditée par Robert Lang. 

### La publicité commerciale sur l’Exposition

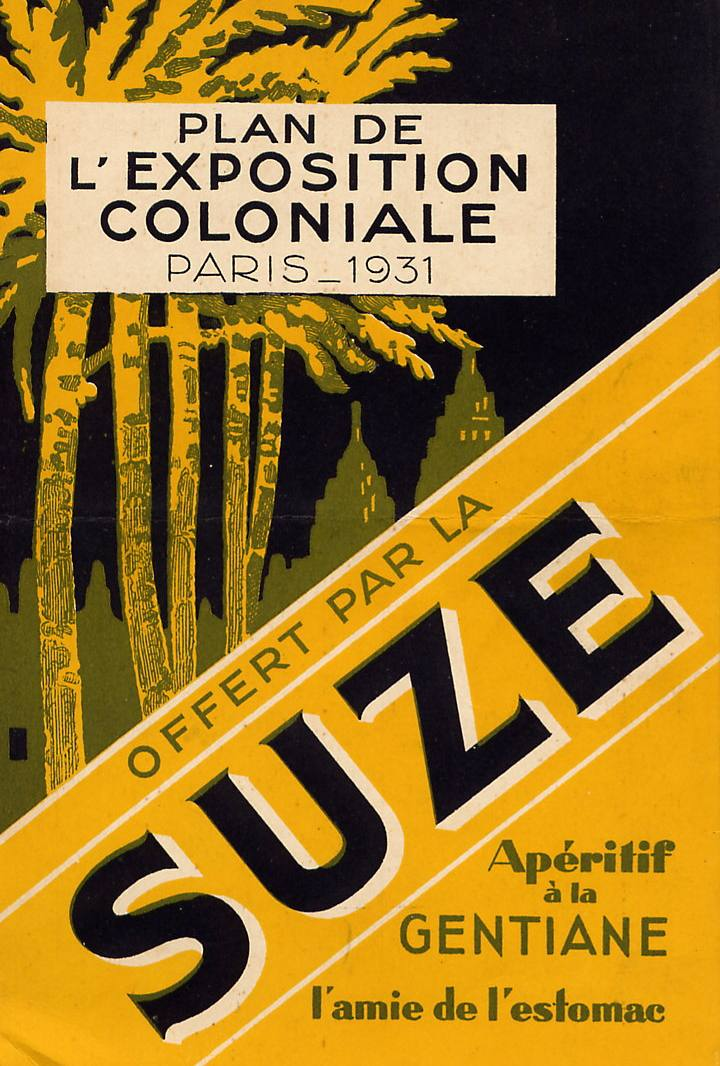
Plan de l’Exposition offert par la Suze.

Première grande manifestation tournée vers le commerce et l’industrie, selon les souhaits du maréchal Lyautey, l’Exposition coloniale est le support de nombreuses publicités et souvenirs publicitaires tout au long des années 1930 et 1931, par exemple :
- Chocolat Menier ;
- Automobiles Rosengart ;
- Boissons Ricqlès et Suze ;
- Brasserie Chez Jenny.

### Les souvenirs

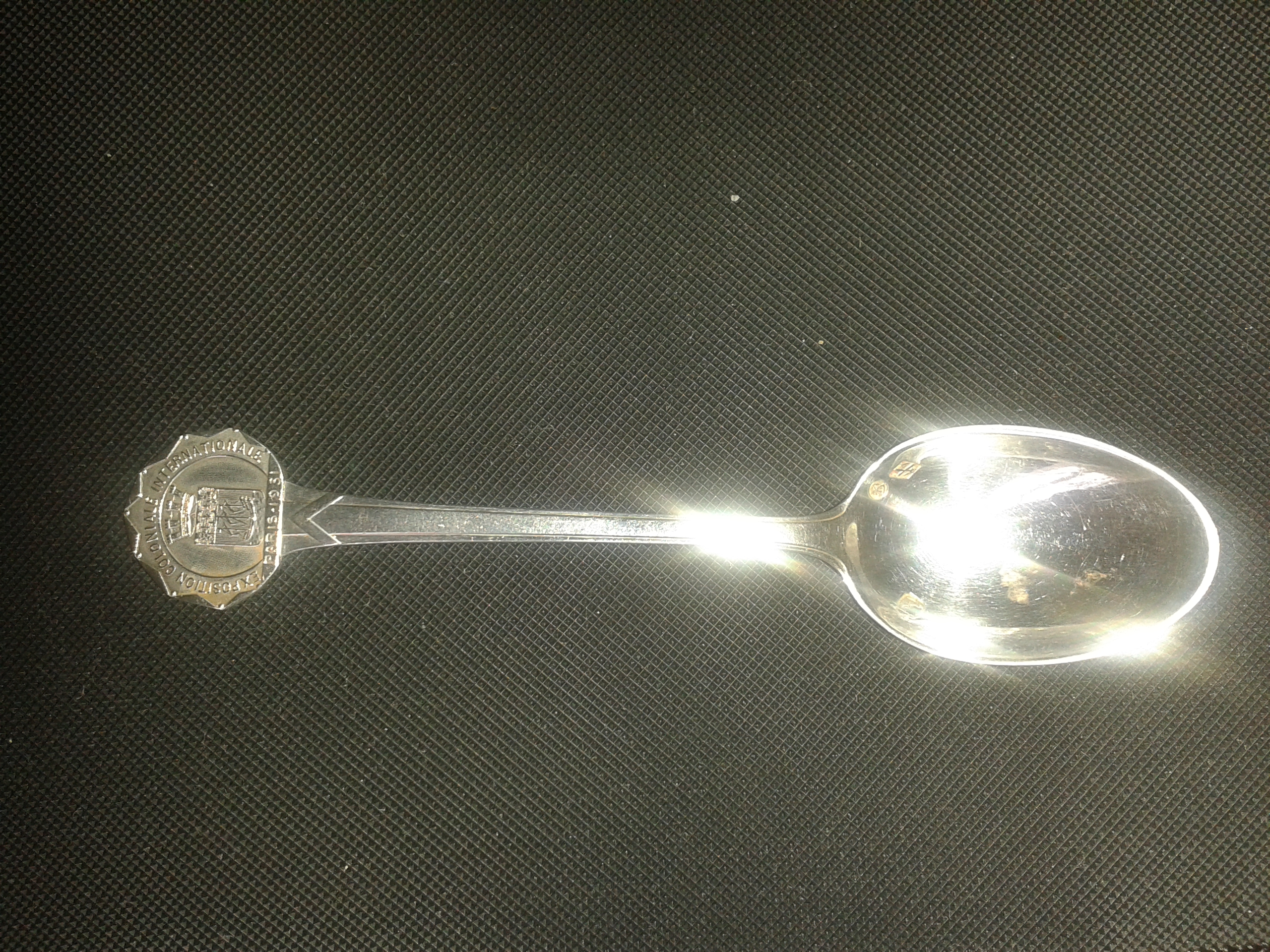
Petite cuillère.

Dans chaque pavillon et stand de l'exposition sont en vente de nombreux souvenirs et cartes postales. Les objets les plus courants :
- des encriers en forme de temple d'Angkor Vat ;
- des cendriers avec la représentation de divers bâtiments ;
- des médailles diverses ;
- des cartes postales souvenir ;
- des petites cuillères.

## Opposants à l'Exposition
Plusieurs opposants se manifestent : communistes (tract « Contre l’exposition colonialiste de Vincennes ! Pour l’indépendance des colonies ! »), surréalistes (tract Ne visitez pas l’exposition Coloniale par le Collectif des douze surréalistes le 30 avril 1931), manifestations d’étudiants indochinois, éditorial de Léon Blum dans le Populaire du 7 mai 1931 qui désapprouve cette manifestation contrairement à la majorité des socialistes, Louis Aragon dans son poème « Mars à Vincennes", une des pièces composant son recueil "Persécuté persécuteur" : "Il pleut, il pleut à verse sur l’Exposition coloniale ».
Plusieurs écrivains (dont Paul Éluard, René Char, André Breton, Louis Aragon, etc) attaquent frontalement l’Exposition coloniale, qu'ils décrivent comme un « carnaval de squelettes », destiné à « donner aux citoyens de la métropole la conscience de propriétaires qu’il leur faudra pour entendre sans broncher l’écho des fusillades ». Ils réclament également « l’évacuation immédiate des colonies », et la tenue d'un procès sur les crimes commis.
L'Exposition est construite à l'est de Paris où sont implantés les quartiers d'ouvriers communistes, le maréchal Lyautey voulant combattre les communistes sur leur propre terrain. À l'initiative du Komintern, une petite contre-exposition est organisée au parc des Buttes-Chaumont sous l'égide du Parti communiste français (PCF) et de la CGTU. « La vérité sur les colonies » n'aurait cependant attiré selon la police qu'environ 5 000 visiteurs en 8 mois, malgré l'organisation de visites collectives par des mouvements communistes - un chiffre à mettre en perspective avec les 33 millions d'entrées vendues pour l'exposition (correspondant à peu près à 8 millions de personnes, un même visiteur étant amené à utiliser 4 ou 5 billets en moyenne ; répartition estimée : 4 millions de Parisiens, 3 millions de provinciaux et 1 million d'étrangers).

## Postérité

### Bâtiments

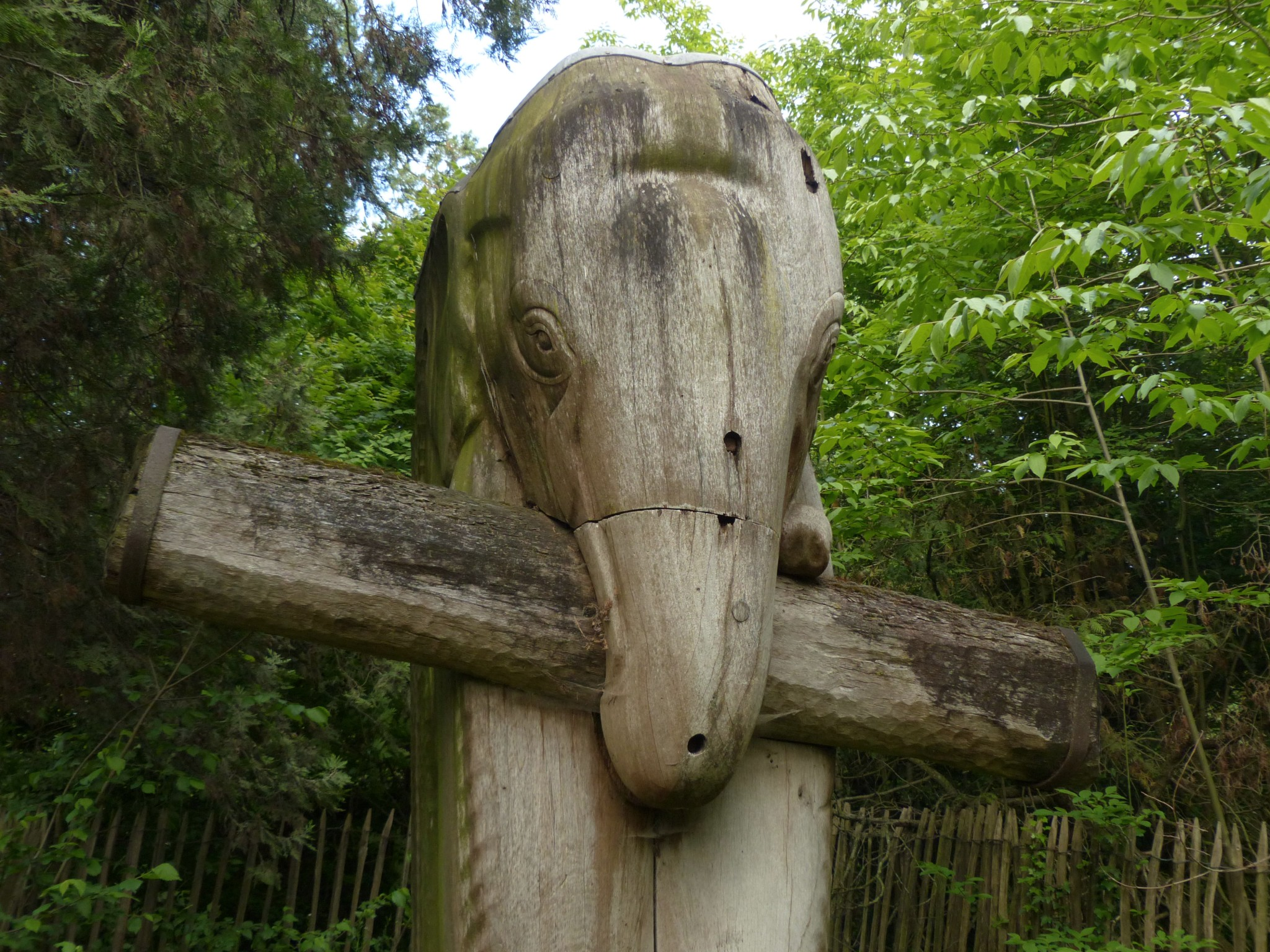
Vestige de l’Exposition coloniale de 1931 dans l'enceinte de la Pagode de Vincennes.

En 1935, le musée des colonies est renommé Musée de la France d'Outre-mer. En 1960, lors de la décolonisation, il devient, à la demande d'André Malraux, ministre des Affaires culturelles, le Musée des Arts Africains et Océaniens. Le musée ferme ses portes en 2003 et la majeure partie de ses collections partent au Musée du Quai Branly. Seuls l'aquarium tropical et les espaces historiques du rez-de-chaussée restent ouverts. Depuis 2007, le bâtiment abrite le Musée de l'histoire de l'immigration, un musée national dont l'objectif principal est de faire connaître et reconnaître l'apport de l'immigration en France depuis le XIXe siècle. Un autre projet avait été envisagé pour le bâtiment, celui d'un Musée de la diversité naturelle et culturelle de France et d'Outre-Mer qui aurait réintégré l'Aquarium tropical et les collections du Musée de l'Homme, consacré à la richesse des divers apports historiques sur le territoire actuel de la France, de la Préhistoire à nos jours, dans une perspective multiculturelle, montrant l'osmose des influences au fil des temps.

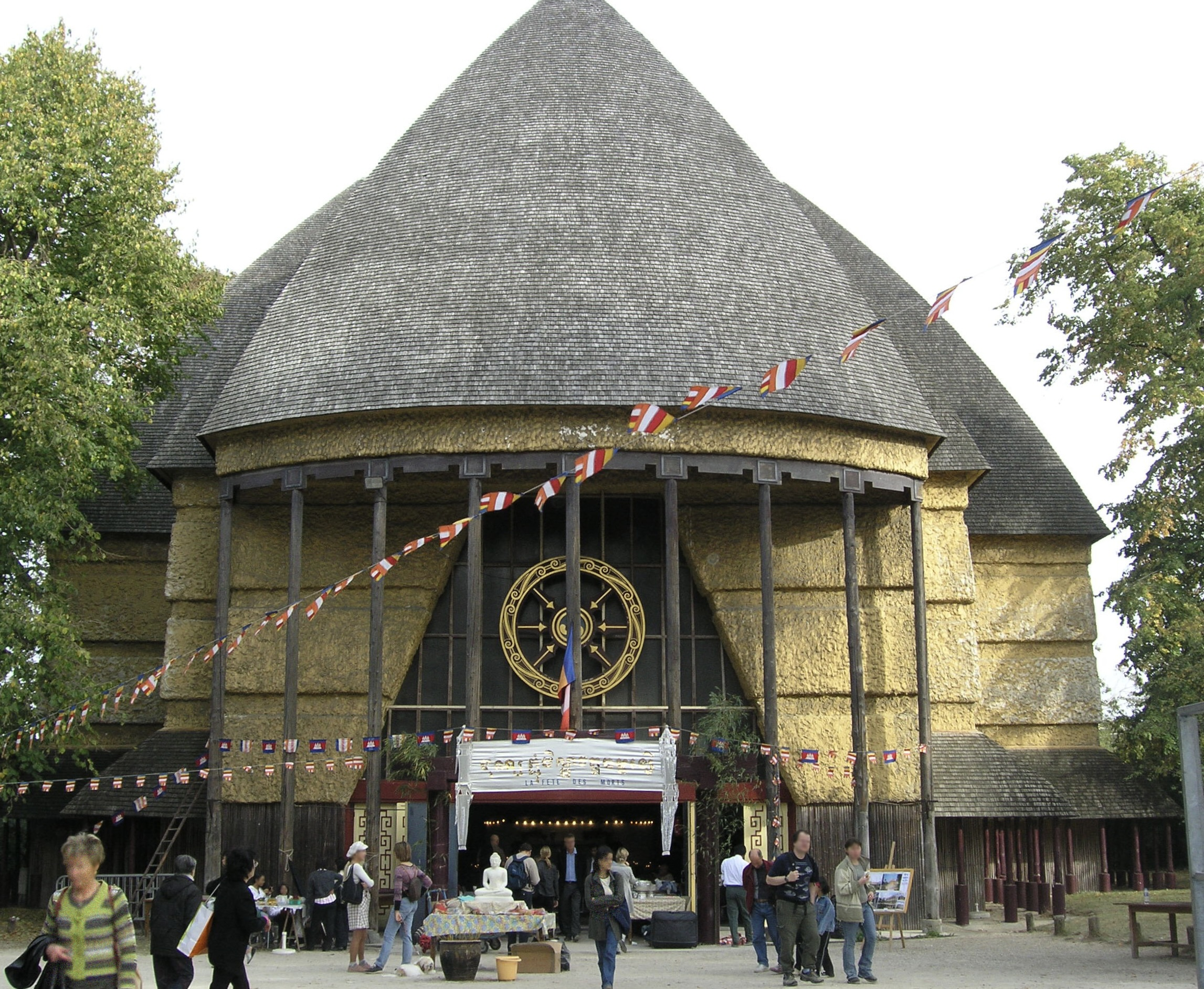
temple bouddhique, sur les bords du lac Daumesnil.

D'autres bâtiments sont conservés ou déplacés :
- les anciens pavillons du Cameroun et du Togo de Louis-Hippolyte Boileau sont conservés et sont transformés en temple bouddhique, sur les bords du lac Daumesnil ;
- l'église Notre-Dame-des-Missions est déplacée à Épinay-sur-Seine en 1932 ;
- la réplique de Mount Vernon, maison de George Washington, déplacée à Vaucresson où elle est toujours visible.

### Enregistrements sonores
À l'occasion de cette exposition, 368 enregistrements sonores des « musiques et parlers coloniaux » sont réalisés par l'Institut de phonétique et le musée de la parole et du geste de l'université de Paris, avec le soutien de la firme discographique Pathé ; de ces enregistrements, 184 disques 78 tours sont produits, représentant environ 20 heures d'écoute. Cette collecte est réalisée entre la fin juin et le 6 novembre 1931 par Philippe Stern et son assistante Mady Humbert-Lavergne.
Parallèlement à ces enregistrements sonores, le musée de la Parole commande au photographe Paul Pivot un reportage sur les interprètes et les musiciens présents. En octobre 1931, Paul Pivot réalise 157 clichés, pris dans l’enceinte même de l'exposition et au camp militaire de Saint-Maur. De nombreux comédiens, musiciens, chanteurs et danseurs des colonies françaises d'Afrique, d'Asie et d'Océanie sont donc enregistrés et photographiés, ainsi que des soldats africains réquisitionnés pour l'occasion. Ce fonds propose des musiques et des chansons traditionnelles, des récits, des fables et des contes, des récits personnels et historiques ainsi que des dictions et énumérations de nombres en différents dialectes. Ces enregistrements sonores et les documents photographiques sont conservés à la Bibliothèque nationale de France (département de l'Audiovisuel) et consultables en ligne sur Gallica.

### Publications
L'Exposition coloniale a été l'occasion de très nombreuses publications tant officielles que d'éditeurs privés, en corrélation avec l'événement. On peut citer les éditions géographiques maritimes et coloniales qui font paraître neuf guides de voyages sur les colonies et protectorats français. Les périodiques, tels que L'Illustration, Le Monde colonial illustré, outre les articles qui suivent périodiquement le déroulement de l'exposition, consacrent des numéros spéciaux. Sur l'exposition elle-même, outre le guide officiel, des guides privés sont publiés, tel que celui offert par le Bon Marché, et de nombreux guides propres aux pavillons.
L'armée n'est pas en reste, ainsi la collection dirigée par Paul Azan :
- Les Armées françaises d'outre-mer : Histoire militaire des colonies, pays de protectorat et pays sous mandat.
- Les Armes et les services dans la conquête, la pacification et la mise en valeur des colonies, toutes publiées à Paris, Imprimerie nationale, 1931.

#### Essais
- Philippe Chavot, « Du zoo de la coloniale au parc zoologique de Vincennes», Jean-Louis Fisher (dir.), Le jardin entre science et représentation, Paris, CTHS, 1999, p. 167-180.
- Catherine Hodeir, "Les exhibitions humaines dans les expositions universelles : entre catégorisation scientifique et exotisme? World's Columbian Exposition, Chicago, 1893", Nicolas Bancel, Thomas David et Dominic Thomas (dir.), L'invention de la race, des représentations scientifiques aux exhibitions populaires, La Découverte, 2014.
- Catherine Hodeir et Michel Pierre, L’Exposition coloniale, Paris 1931, Paris-Bruxelles, Éditions Complexe, 1991.Réédition actualisée en septembre 2011, Paris-Bruxelles, Éditions André Versaille.
- Catherine Hodeir, « L’exposition coloniale internationale et des pays d’outre-mer, Paris 1931 (6 mai-15 novembre.) », Claude Liauzu (dir.), Dictionnaire de la colonisation, Paris, Larousse, 2007.
- Catherine Hodeir, « Le Musée des arts africains et océaniens à l’Exposition coloniale : un musée permanent pour une exposition éphémère ? », in Germain Viatte (dir.), Le Palais des colonies. Histoire du musée des arts d’Afrique et d’Océanie, Paris, Réunion des Musées nationaux, 2002.
- Catherine Hodeir, « Decentering the Gaze at French Colonial Exhibitions », Paul S. Landau and Deborah D. Kaspin (ed.), Images and Empires. Visuality in Colonial and Postcolonial Africa, Berkeley, Los Angeles, London, University of California Press, 2002, p. 233-252.
- Catherine Hodeir, La « Fée électricité » à l'Exposition coloniale de Paris (1931), Outre-mers. Revue d'histoire, 2002, 14 p. (présentation en ligne).
- Benoît de L'Estoile, Le goût des autres : de l'Exposition coloniale aux arts premiers, Flammarion, Paris, 453 p.  (ISBN 978-2-0821-0498-2)
- Pascal Blanchard et Sandrine Lemaire, Culture coloniale, la France conquise par son empire (1871-1931), Autrement, collection "mémoires", no 86
- Nicolas Bancel, Pascal Blanchard, Françoise Vergès, La République coloniale, essai sur une utopie, Bibliothèque ALbin Michel Idées, 2003.
- "1931! Tous à l'expo", Le Monde diplomatique, no 562, 2001.
- Didier Grandsart, "Paris 1931: revoir l'exposition coloniale", Paris, FVW, DL, 2010
- Pascal Blanchard et Sandrine Lemaire; avant-propos de Didier Daeninckx, "Culture impériale, 1931-1961: les colonies au cœur de la république", Paris; Autrement, 2011

#### Fiction
- Ousmane Socé Diop, Mirages de Paris, 1937. Réédition: Nouvelles Éditions Latines, 1964. Histoire de Fara, jeune tirailleur sénégalais, invité en France pour joindre l'Exposition coloniale de 1931, qui découvre les différentes facettes de Paris, des Parisiens et les difficultés de vivre un amour entre deux cultures.
- Didier Daeninckx, Cannibale, 1998,  (ISBN 2070408833)

Qui raconte la vie d'un homme du nom de Gocéné originaire de Nouvelle-Calédonie exposé dans des cages avec une partie de sa tribu lors de cette exposition (voir en ligne).
- Cannibale, 2005, spectacle adapté du livre de Didier Daeninckx par Sylvie Malissard, de la compagnie de théâtre Le Porte-Plume, joué au Festival d'Avignon 2008.